# IV liga polska w piłce nożnej (2011/2012)
IV liga 2011/2012 – 4. edycja rozgrywek piątego poziomu ligowego piłki nożnej mężczyzn w Polsce po reorganizacji lig w 2008. Rozgrywki toczone były w 20 grupach, z których dwa najlepsze zespoły (w przypadku 2 grup na terenie województwa tylko zwycięzcy grup) awansowały do III ligi, natomiast najsłabsze drużyny zostały relegowane do odpowiedniej terytorialnie klasy okręgowej.

## Zasięg terytorialny grup
| grupa I             | grupa II                 | grupa III          | grupa IV           | grupa V                 |
| ------------------- | ------------------------ | ------------------ | ------------------ | ----------------------- |
|                     |                          |                    |                    |                         |
| woj. dolnośląskie   | woj. kujawsko-pomorskie  | woj. lubelskie     | woj. lubuskie      | woj. łódzkie            |
|                     |                          |                    |                    |                         |
| grupa VI            | grupa VII                | grupa VIII         | grupa IX           | grupa X                 |
|                     |                          |                    |                    |                         |
| woj. małopolskie    | woj. małopolskie         | woj. mazowieckie   | woj. mazowieckie   | woj. opolskie           |
|                     |                          |                    |                    |                         |
| grupa XI            | grupa XII                | grupa XIII         | grupa XIV          | grupa XV                |
|                     |                          |                    |                    |                         |
| woj. podkarpackie   | woj. podlaskie           | woj. pomorskie     | woj. śląskie       | woj. śląskie            |
|                     |                          |                    |                    |                         |
| grupa XVI           | grupa XVII               | grupa XVIII        | grupa XIX          | grupa XX                |
|                     |                          |                    |                    |                         |
| woj. świętokrzyskie | woj. warmińsko-mazurskie | woj. wielkopolskie | woj. wielkopolskie | woj. zachodniopomorskie |

## Zasady awansów i spadków
IV liga jest szczeblem regionalnym, pośrednim między rozgrywkami grupowymi (III liga) oraz okręgowymi (klasa okręgowa).
Najlepsze 2 drużyny z poszczególnych grup awansowały do III ligi (jeśli na terenie danego województwa była więcej niż 1 grupa IV ligi, awansował tylko mistrz), natomiast najsłabsze zespoły spadły na szczebel okręgowy. Liczba spadkowiczów wzrastała, jeśli do danej grupy IV ligi spadły drużyny z III ligi.

## Grupa I (dolnośląska)

### Drużyny
| Uczestnicy poprzedniej edycji                                                                                 | Uczestnicy poprzedniej edycji | Uczestnicy poprzedniej edycji | Uczestnicy poprzedniej edycji |
| --- | ----------------------------- | ----------------------------- | ----------------------------- |
| ML2 | Miedź II Legnica              | 3                             |                               |
| STS | Strzelinianka Strzelin        | 4                             |                               |
| KOB | GKS Kobierzyce                | 5                             |                               |
| ŚLZ | Ślęza Wrocław                 | 6                             |                               |
| SZC | Orkan Szczedrzykowice         | 7                             |                               |
| JEL | Karkonosze Jelenia Góra       | 8                             |                               |
| KON | Konfeks Legnica               | 9                             |                               |
| ŻMI | Piast Żmigród                 | 10                            |                               |
| ZAW | Piast Zawidów                 | 11                            |                               |
| PUM | Puma Pietrzykowice            | 12                            |                               |
| Awans z klasy okręgowej 2010/2011                                                                             |                               |                               |                               |
| grupa Jelenia Góra                                                                                            |                               |                               |                               |
| ZGO | Nysa Zgorzelec                | 1                             |                               |
| BOG | Granica Bogatynia             | 2                             |                               |
| grupa Legnica                                                                                                 |                               |                               |                               |
| KOC | Iskra Kochlice                | 1                             |                               |
| grupa Wałbrzych                                                                                               |                               |                               |                               |
| STR | AKS Strzegom                  | 1                             |                               |
| grupa Wrocław                                                                                                 |                               |                               |                               |
| FHG | Foto-Higiena Gać              | 1                             |                               |
| WIE | Sokół Wielka Lipa             | 2                             |                               |
| Oznaczenia: - kolumna pierwsza – skróty nazw drużyn, - kolumna trzecia – miejsce zajęte w poprzednim sezonie. |                               |                               |                               |

### Tabela
| Lp. | Drużyna                    | M  | Z  | R  | P  | Bramki | Bramki | Różn. | Pkt | Uwagi                       | Bezpośrednio              |
| --- | -------------------------- | -- | -- | -- | -- | ------ | ------ | ----- | --- | --------------------------- | ------------------------- |
| 1   | Ślęza Wrocław (M) (A)      | 30 | 19 | 7  | 4  | 75     | 31     | +44   | 64  | Awans do III ligi           |                           |
| 2   | Foto-Higiena Gać (A)       | 30 | 16 | 9  | 5  | 49     | 23     | +26   | 57  | Awans do III ligi           |                           |
| 3   | Piast Żmigród              | 30 | 13 | 14 | 3  | 38     | 21     | +17   | 53  |                             |                           |
| 4   | Orkan Szczedrzykowice      | 30 | 14 | 4  | 12 | 53     | 43     | +10   | 46  |                             |                           |
| 5   | Sokół Wielka Lipa          | 30 | 11 | 12 | 7  | 49     | 30     | +19   | 45  |                             |                           |
| 6   | Karkonosze Jelenia Góra    | 30 | 12 | 8  | 10 | 34     | 26     | +8    | 44  |                             |                           |
| 7   | Granica Bogatynia          | 30 | 11 | 9  | 10 | 41     | 46     | −5    | 42  |                             |                           |
| 8   | GKS Kobierzyce             | 30 | 12 | 5  | 13 | 45     | 41     | +4    | 41  |                             |                           |
| 9   | Nysa Zgorzelec             | 30 | 11 | 7  | 12 | 36     | 42     | −6    | 40  |                             |                           |
| 10  | Piast Zawidów              | 30 | 11 | 6  | 13 | 32     | 44     | −12   | 39  |                             |                           |
| 11  | Miedź II Legnica           | 30 | 11 | 5  | 14 | 44     | 42     | +2    | 38  |                             |                           |
| 12  | AKS Strzegom               | 30 | 11 | 4  | 15 | 39     | 50     | −11   | 37  | STR – STS 1:2 STS – STR 0:2 |                           |
| 13  | Strzelinianka Strzelin (S) | 30 | 9  | 10 | 11 | 32     | 35     | −3    | 37  | STR – STS 1:2 STS – STR 0:2 | Spadek do klasy okręgowej |
| 14  | Konfeks Legnica (S)        | 30 | 8  | 5  | 17 | 26     | 61     | −35   | 29  |                             | Spadek do klasy okręgowej |
| 15  | Puma Pietrzykowice (S)     | 30 | 6  | 7  | 17 | 22     | 48     | −26   | 25  | PUM – KOC 3:1 KOC – PUM 2:2 | Spadek do klasy okręgowej |
| 16  | Iskra Kochlice (S)         | 30 | 7  | 4  | 19 | 31     | 63     | −32   | 25  | PUM – KOC 3:1 KOC – PUM 2:2 | Spadek do klasy okręgowej |

## Grupa II (kujawsko-pomorska)

### Drużyny
| Uczestnicy poprzedniej edycji                                                                                 | Uczestnicy poprzedniej edycji | Uczestnicy poprzedniej edycji | Uczestnicy poprzedniej edycji |
| --- | ----------------------------- | ----------------------------- | ----------------------------- |
| FZŁ | Flisak Złotoria               | 3                             |                               |
| PGM | Pogoń Mogilno                 | 4                             |                               |
| CHC | Chełminianka Chełmno          | 5                             |                               |
| SKR | Krajna Sępólno Krajeńskie     | 6                             |                               |
| UGN | Unia Gniewkowo                | 7                             |                               |
| OSI | Grom Osie                     | 8                             |                               |
| LCH | Legia Chełmża                 | 9                             |                               |
| STR | Start Radziejów               | 10                            |                               |
| NŁA | Noteć Łabiszyn                | 11                            |                               |
| LUB | LTP Lubanie                   | 12                            |                               |
| Spadek z III ligi 2010/2011                                                                                   |                               |                               |                               |
| grupa II |                               |                               |                               |
| USK | Unia Solec Kujawski           | 14                            |                               |
| WŁK | Włocłavia Włocławek           | 15                            |                               |
| Awans z klasy okręgowej 2010/2011                                                                             |                               |                               |                               |
| grupa kujawsko-pomorska I                                                                                     |                               |                               |                               |
| STW | Start Warlubie                | 1                             |                               |
| PTO | Pomorzanin Toruń              | 2                             |                               |
| grupa kujawsko-pomorska II                                                                                    |                               |                               |                               |
| KRU | Gopło Kruszwica               | 1                             |                               |
| SZU | Szubinianka Szubin            | 2                             |                               |
| Oznaczenia: - kolumna pierwsza – skróty nazw drużyn, - kolumna trzecia – miejsce zajęte w poprzednim sezonie. |                               |                               |                               |

### Tabela
| Lp. | Drużyna                   | M  | Z  | R | P  | Bramki | Bramki | Różn. | Pkt | Uwagi                     | Bezpośrednio |
| --- | ------------------------- | -- | -- | - | -- | ------ | ------ | ----- | --- | ------------------------- | ------------ |
| 1   | Pogoń Mogilno (M) (A)     | 30 | 22 | 6 | 2  | 82     | 24     | +58   | 72  | Awans do III ligi         |              |
| 2   | Unia Solec Kujawski (A)   | 30 | 20 | 7 | 3  | 64     | 25     | +39   | 67  | Awans do III ligi         |              |
| 3   | Flisak Złotoria           | 30 | 19 | 4 | 7  | 57     | 29     | +28   | 61  |                           |              |
| 4   | Włocłavia Włocławek       | 30 | 17 | 8 | 5  | 58     | 24     | +34   | 59  |                           |              |
| 5   | Start Warlubie            | 30 | 17 | 6 | 7  | 66     | 24     | +42   | 57  |                           |              |
| 6   | Grom Osie                 | 30 | 14 | 7 | 9  | 61     | 38     | +23   | 49  |                           |              |
| 7   | Pomorzanin Toruń          | 30 | 12 | 5 | 13 | 46     | 53     | −7    | 41  |                           |              |
| 8   | Gopło Kruszwica           | 30 | 11 | 7 | 12 | 46     | 47     | −1    | 40  |                           |              |
| 9   | Szubinianka Szubin        | 30 | 13 | 0 | 17 | 36     | 62     | −26   | 39  |                           |              |
| 10  | Noteć Łabiszyn            | 30 | 11 | 2 | 17 | 43     | 75     | −32   | 35  |                           |              |
| 11  | Krajna Sępólno Krajeńskie | 30 | 9  | 6 | 15 | 50     | 54     | −4    | 33  |                           |              |
| 12  | Unia Gniewkowo            | 30 | 9  | 5 | 16 | 40     | 57     | −17   | 32  |                           |              |
| 13  | Chełminianka Chełmno (S)  | 30 | 9  | 4 | 17 | 64     | 66     | −2    | 31  | Spadek do klasy okręgowej |              |
| 14  | LTP Lubanie (S)           | 30 | 7  | 3 | 20 | 50     | 94     | −44   | 24  | Spadek do klasy okręgowej |              |
| 15  | Legia Chełmża (S)         | 30 | 6  | 4 | 20 | 26     | 64     | −38   | 22  | Spadek do klasy okręgowej |              |
| 16  | Start Radziejów (S)       | 30 | 5  | 4 | 21 | 28     | 81     | −53   | 19  | Spadek do klasy okręgowej |              |

## Grupa III (lubelska)

### Drużyny
| Uczestnicy poprzedniej edycji                                                                                 | Uczestnicy poprzedniej edycji | Uczestnicy poprzedniej edycji | Uczestnicy poprzedniej edycji |
| --- | ----------------------------- | ----------------------------- | ----------------------------- |
| ORŁ | Orlęta Łuków                  | 3                             |                               |
| LLU | Lewart Lubartów               | 5                             |                               |
| WŁO | Włodawianka Włodawa           | 6                             |                               |
| HTY | Huczwa Tyszowce               | 7                             |                               |
| RSZ | Roztocze Szczebrzeszyn        | 8                             |                               |
| REF | Sparta Rejowiec Fabryczny     | 9                             |                               |
| BUB | BKS Unia Bełżyce              | 10                            |                               |
| WIE | Wieniawa Lublin               | 11                            |                               |
| JAL | Janowianka Janów Lubelski     | 12                            |                               |
| SKR | Start Krasnystaw              | 131                           |                               |
| NIE | Orion Niedrzwica Duża         | 141                           |                               |
| Spadek z III ligi 2010/2011                                                                                   |                               |                               |                               |
| grupa VIII |                               |                               |                               |
| BO2 | Bogdanka II Łęczna            | 132                           |                               |
| STA | Stal Poniatowa                | 15                            |                               |
| Awans z klasy okręgowej 2010/2011                                                                             |                               |                               |                               |
| grupa Biała Podlaska                                                                                          |                               |                               |                               |
| PB2 | Podlasie II Biała Podlaska    | 1                             |                               |
| grupa Lublin                                                                                                  |                               |                               |                               |
| RYK | Ruch Ryki                     | 1                             |                               |
| grupa Zamość                                                                                                  |                               |                               |                               |
| STZ | Omega Stary Zamość            | 1                             |                               |
| Oznaczenia: - kolumna pierwsza – skróty nazw drużyn, - kolumna trzecia – miejsce zajęte w poprzednim sezonie. |                               |                               |                               |

Objaśnienia:
1. Lublinianka Lublin wycofała się po zakończeniu poprzedniego sezonu, a Ogniwo Wierzbica (mistrz chełmskiej grupy klasy okręgowej) zrezygnował z awansu, w związku z czym na poziomie IV ligi utrzymały się Start Krasnystaw i Orion Niedrzwica Duża.
2. Bogdanka II Łęczna wycofała się po zakończeniu poprzedniego sezonu III ligi. Została jednak przyjęta przez Lubelski ZPN do rozgrywek IV ligi.

### Tabela
| Lp. | Drużyna                    | M  | Z  | R  | P  | Bramki | Bramki | Różn. | Pkt | Uwagi                       | Bezpośrednio |
| --- | -------------------------- | -- | -- | -- | -- | ------ | ------ | ----- | --- | --------------------------- | ------------ |
| 1   | Wieniawa Lublin (M) (A)    | 30 | 27 | 2  | 1  | 91     | 22     | +69   | 83  | Awans do III ligi           |              |
| 2   | Orlęta Łuków (A)           | 30 | 21 | 8  | 1  | 82     | 17     | +65   | 71  | Awans do III ligi           |              |
| 3   | Bogdanka II Łęczna         | 30 | 18 | 7  | 5  | 103    | 25     | +78   | 61  |                             |              |
| 4   | Omega Stary Zamość         | 30 | 17 | 5  | 8  | 44     | 30     | +14   | 56  |                             |              |
| 5   | Lewart Lubartów            | 30 | 14 | 6  | 10 | 51     | 39     | +12   | 48  | LLU – REF 2:3 REF – LLU 1:4 |              |
| 6   | Sparta Rejowiec Fabryczny  | 30 | 14 | 6  | 10 | 45     | 45     | 0     | 48  | LLU – REF 2:3 REF – LLU 1:4 |              |
| 7   | Janowianka Janów Lubelski  | 30 | 11 | 6  | 13 | 36     | 47     | −11   | 39  |                             |              |
| 8   | Ruch Ryki                  | 30 | 11 | 4  | 15 | 52     | 66     | −14   | 37  |                             |              |
| 9   | Włodawianka Włodawa        | 30 | 11 | 3  | 16 | 56     | 27     | +29   | 36  |                             |              |
| 10  | Orion Niedrzwica Duża      | 30 | 8  | 11 | 11 | 40     | 42     | −2    | 35  | NIE – PB2 0:0 PB2 – NIE 2:2 |              |
| 11  | Podlasie II Biała Podlaska | 30 | 10 | 5  | 15 | 45     | 58     | −13   | 35  | NIE – PB2 0:0 PB2 – NIE 2:2 |              |
| 12  | Roztocze Szczebrzeszyn     | 30 | 9  | 7  | 14 | 44     | 55     | −11   | 34  |                             |              |
| 13  | Huczwa Tyszowce            | 30 | 10 | 2  | 18 | 55     | 74     | −19   | 32  |                             |              |
| 14  | Stal Poniatowa1            | 30 | 7  | 7  | 16 | 34     | 67     | −33   | 28  |                             |              |
| 15  | Start Krasnystaw (S)       | 30 | 7  | 4  | 19 | 36     | 80     | −44   | 25  | Spadek do klasy okręgowej   |              |
| 16  | BKS Unia Bełżyce2          | 30 | 2  | 3  | 25 | 24     | 114    | −90   | 9   | Drużyna rozwiązana          |              |

## Grupa IV (lubuska)

### Drużyny
| Uczestnicy poprzedniej edycji                                                                                 | Uczestnicy poprzedniej edycji | Uczestnicy poprzedniej edycji | Uczestnicy poprzedniej edycji |
| --- | ----------------------------- | ----------------------------- | ----------------------------- |
| SKW | Pogoń Skwierzyna              | 12                            |                               |
| OŚN | Spójnia Ośno Lubuskie         | 2                             |                               |
| BOD | Odra Bytom Odrzański          | 3                             |                               |
| SPR | Sprotavia Szprotawa           | 4                             |                               |
| PKN | Piast Karnin                  | 5                             |                               |
| KKO | Korona Kożuchów               | 7                             |                               |
| VIT | Vitrosilicon-Intra Iłowa      | 8                             |                               |
| BLU | Błękitni Lubno                | 9                             |                               |
| ŁSK | Łucznik Strzelce Krajeńskie   | 10                            |                               |
| SGR | Sparta Grabik                 | 11                            |                               |
| TKO | Tęcza Krosno Odrzańskie       | 123                           |                               |
| Spadek z II ligi 2010/2011                                                                                    |                               |                               |                               |
| grupa zachodnia                                                                                               |                               |                               |                               |
| PSŁ | Polonia Słubice               | 181                           |                               |
| Spadek z III ligi 2010/2011                                                                                   |                               |                               |                               |
| grupa III |                               |                               |                               |
| CWI | Czarni Witnica                | 15                            |                               |
| Awans z klasy okręgowej 2010/2011                                                                             |                               |                               |                               |
| grupa Gorzów Wielkopolski                                                                                     |                               |                               |                               |
| KUR | Meprozet Stare Kurowo         | 1                             |                               |
| SGW | KS Stilon Gorzów Wielkopolski | 24                            |                               |
| grupa Zielona Góra                                                                                            |                               |                               |                               |
| DPR | Dąb Przybyszów                | 2                             |                               |
| Oznaczenia: - kolumna pierwsza – skróty nazw drużyn, - kolumna trzecia – miejsce zajęte w poprzednim sezonie. |                               |                               |                               |

Objaśnienia:
1. Polonia Słubice wycofała się po rundzie jesiennej z rozgrywek II ligi w poprzednim sezonie.
2. Pogoń Skwierzyna i Spójnia Ośno Lubuskie zrezygnowały z awansu do III ligi.
3. ŁKS Łęknica wycofał się po zakończeniu sezonu, w związku z czym utrzymała się Tęcza Krosno Odrzańskie.
4. KS Nowiny Wielkie zmieniły nazwę na KS Stilon Gorzów Wielkopolski.

### Tabela
| Lp. | Drużyna                       | M  | Z  | R  | P  | Bramki | Bramki | Różn. | Pkt | Uwagi                       | Bezpośrednio |
| --- | ----------------------------- | -- | -- | -- | -- | ------ | ------ | ----- | --- | --------------------------- | ------------ |
| 1   | Sprotavia Szprotawa (M) (A)   | 30 | 18 | 5  | 7  | 62     | 32     | +30   | 59  | Awans do III ligi           |              |
| 2   | Piast Karnin (A)              | 30 | 17 | 6  | 7  | 63     | 38     | +25   | 57  | Awans do III ligi           |              |
| 3   | Vitrosilicon-Intra Iłowa      | 30 | 16 | 7  | 7  | 59     | 36     | +23   | 55  |                             |              |
| 4   | Polonia Słubice               | 30 | 16 | 5  | 9  | 68     | 39     | +29   | 53  |                             |              |
| 5   | KS Stilon Gorzów Wielkopolski | 30 | 11 | 13 | 6  | 45     | 29     | +16   | 46  | SGW – OŚN 1:1 OŚN – SGW 0:3 |              |
| 6   | Spójnia Ośno Lubuskie         | 30 | 14 | 4  | 12 | 50     | 47     | +3    | 46  | SGW – OŚN 1:1 OŚN – SGW 0:3 |              |
| 7   | Czarni Witnica                | 30 | 12 | 8  | 10 | 48     | 43     | +5    | 44  | CWI – BLU 0:0 BLU – CWI 0:1 |              |
| 8   | Błękitni Lubno                | 30 | 12 | 8  | 10 | 37     | 32     | +5    | 44  | CWI – BLU 0:0 BLU – CWI 0:1 |              |
| 9   | Sparta Grabik1                | 30 | 11 | 7  | 12 | 72     | 61     | +11   | 40  | Drużyna rozwiązana          |              |
| 10  | Dąb Przybyszów                | 30 | 11 | 6  | 13 | 56     | 54     | +2    | 39  |                             |              |
| 11  | Tęcza Krosno Odrzańskie       | 30 | 11 | 5  | 14 | 51     | 58     | −7    | 38  |                             |              |
| 12  | Łucznik Strzelce Krajeńskie   | 30 | 11 | 4  | 15 | 47     | 46     | +1    | 37  |                             |              |
| 13  | Odra Bytom Odrzański          | 30 | 10 | 5  | 15 | 40     | 53     | −13   | 35  |                             |              |
| 14  | Korona Kożuchów1              | 30 | 9  | 7  | 14 | 40     | 54     | −14   | 34  |                             |              |
| 15  | Meprozet Stare Kurowo (S)     | 30 | 9  | 3  | 18 | 35     | 57     | −22   | 30  | Spadek do klasy okręgowej   |              |
| 16  | Pogoń Skwierzyna (S)          | 30 | 5  | 1  | 24 | 22     | 116    | −94   | 16  | Spadek do klasy okręgowej   |              |

## Grupa V (łódzka)

### Drużyny
| Uczestnicy poprzedniej edycji                                                                                 | Uczestnicy poprzedniej edycji  | Uczestnicy poprzedniej edycji | Uczestnicy poprzedniej edycji |
| --- | ------------------------------ | ----------------------------- | ----------------------------- |
| WOY | Woy Bukowiec Opoczyński        | 3                             |                               |
| LTM | Lechia Tomaszów Mazowiecki     | 4                             |                               |
| ZGI | Włókniarz Zgierz               | 5                             |                               |
| PAR | KS Paradyż                     | 6                             |                               |
| WDZ | Warta Działoszyn               | 7                             |                               |
| PAJ | Zawisza Pajęczno               | 8                             |                               |
| PEZ | Pogoń-Ekolog Zduńska Wola      | 9                             |                               |
| STR | Zjednoczeni Stryków            | 10                            |                               |
| WLŃ | WKS Wieluń                     | 12                            |                               |
| BZG | Boruta Zgierz                  | 132                           |                               |
| WKŁ | Włókniarz Konstantynów Łódzki  | 141,3                         |                               |
| Spadek z III ligi 2010/2011                                                                                   |                                |                               |                               |
| grupa VI |                                |                               |                               |
| USŁ | UKS SMS Łódź                   | 14                            |                               |
| PIL | Pilica Przedbórz               | 15                            |                               |
| CON | Concordia Piotrków Trybunalski | 16                            |                               |
| Awans z klasy okręgowej 2010/2011                                                                             |                                |                               |                               |
| grupa Łódź |                                |                               |                               |
| PAB | Włókniarz Pabianice            | 1                             |                               |
| grupa Piotrków Trybunalski                                                                                    |                                |                               |                               |
| MOS | Włókniarz Moszczenica          | 1                             |                               |
| grupa Sieradz                                                                                                 |                                |                               |                               |
| KWI | LKS Kwiatkowice                | 1                             |                               |
| grupa Skierniewice                                                                                            |                                |                               |                               |
| SZS | Sorento Zadębie Skierniewice   | 1                             |                               |
| Oznaczenia: - kolumna pierwsza – skróty nazw drużyn, - kolumna trzecia – miejsce zajęte w poprzednim sezonie. |                                |                               |                               |

Objaśnienia:
1. Widzew II Łódź wycofał się po zakończeniu sezonu, w związku z czym dodatkowo utrzymał się Włókniarz Konstantynów Łódzki.
2. Ceramika Opoczno wycofała się po zakończeniu sezonu z rozgrywek III ligi, w związku z czym utrzymanie uzyskała Warta Sieradz, co umożliwiło utrzymanie w IV lidze Boruty Zgierz.
3. Włókniarz Konstantynów Łódzki wycofał się z rozgrywek po rundzie jesiennej.

### Tabela
| Lp. | Drużyna                            | M  | Z  | R  | P  | Bramki | Bramki | Różn. | Pkt | Uwagi                                                         | Bezpośrednio |
| --- | ---------------------------------- | -- | -- | -- | -- | ------ | ------ | ----- | --- | ------------------------------------------------------------- | ------------ |
| 1   | Lechia Tomaszów Mazowiecki (M) (A) | 34 | 24 | 6  | 4  | 67     | 15     | +52   | 78  | Awans do III ligi                                             |              |
| 2   | WKS Wieluń (A)                     | 34 | 21 | 8  | 5  | 68     | 31     | +37   | 71  | Awans do III ligi                                             |              |
| 3   | KS Paradyż                         | 34 | 20 | 10 | 4  | 60     | 29     | +31   | 70  |                                                               |              |
| 4   | Warta Działoszyn                   | 34 | 18 | 8  | 8  | 49     | 31     | +18   | 62  |                                                               |              |
| 5   | Woy Bukowiec Opoczyński2           | 34 | 17 | 6  | 11 | 73     | 44     | +29   | 57  | Drużyna wycofana                                              |              |
| 6   | Pilica Przedbórz                   | 34 | 14 | 9  | 11 | 57     | 37     | +20   | 51  |                                                               |              |
| 7   | Zjednoczeni Stryków                | 34 | 13 | 10 | 11 | 46     | 47     | −1    | 49  |                                                               |              |
| 8   | LKS Kwiatkowice                    | 34 | 13 | 9  | 12 | 53     | 39     | +14   | 48  | KWI: 7 pkt, różn. +1 PAJ: 7 pkt, różn. -1 CON: 3 pkt, różn. 0 |              |
| 9   | Zawisza Pajęczno                   | 34 | 14 | 6  | 14 | 57     | 54     | +3    | 48  | KWI: 7 pkt, różn. +1 PAJ: 7 pkt, różn. -1 CON: 3 pkt, różn. 0 |              |
| 10  | Concordia Piotrków Trybunalski     | 34 | 14 | 6  | 14 | 47     | 38     | +9    | 48  | KWI: 7 pkt, różn. +1 PAJ: 7 pkt, różn. -1 CON: 3 pkt, różn. 0 |              |
| 11  | Sorento Zadębie Skierniewice       | 34 | 11 | 13 | 10 | 43     | 41     | +2    | 46  |                                                               |              |
| 12  | UKS SMS Łódź2                      | 34 | 11 | 12 | 11 | 47     | 44     | +3    | 45  | Drużyna wycofana                                              |              |
| 13  | Włókniarz Moszczenica              | 34 | 13 | 5  | 16 | 36     | 59     | −23   | 44  |                                                               |              |
| 14  | Boruta Zgierz                      | 34 | 9  | 10 | 15 | 36     | 50     | −14   | 37  |                                                               |              |
| 15  | Włókniarz Pabianice2               | 34 | 9  | 9  | 16 | 44     | 71     | −27   | 36  |                                                               |              |
| 16  | Włókniarz Zgierz2                  | 34 | 8  | 10 | 16 | 38     | 54     | −16   | 34  |                                                               |              |
| 17  | Pogoń-Ekolog Zduńska Wola3         | 34 | 5  | 5  | 24 | 19     | 72     | −53   | 20  |                                                               |              |
| 18  | Włókniarz Konstantynów Łódzki1     | 34 | 1  | 0  | 33 | 10     | 104    | −94   | 3   | Drużyna wycofana                                              |              |

## Grupa VI (małopolska wschód)

### Drużyny
| Uczestnicy poprzedniej edycji                                                                                 | Uczestnicy poprzedniej edycji | Uczestnicy poprzedniej edycji | Uczestnicy poprzedniej edycji |
| --- | ----------------------------- | ----------------------------- | ----------------------------- |
| SNS2 | Sandecja II Nowy Sącz         | 3                             |                               |
| OSZ | Orkan Szczyrzyc               | 9                             |                               |
| BOC | Bocheński KS                  | 10                            |                               |
| WWR | Wolania Wola Rzędzińska       | 13                            |                               |
| DZA | Dunajec Zakliczyn             | 14                            |                               |
| Awans z V ligi 2010/2011                                                                                      |                               |                               |                               |
| grupa Nowy Sącz-Tarnów                                                                                        |                               |                               |                               |
| TUC | Tuchovia Tuchów               | 1                             |                               |
| SKW | Skalnik Kamionka Wielka       | 3                             |                               |
| BTA | Watra Białka Tatrzańska       | 4                             |                               |
| TYM | KS Tymbark                    | 5                             |                               |
| BAR | Barciczanka Barcice           | 6                             |                               |
| GRY | Grybovia Grybów               | 7                             |                               |
| HEL | Helena Nowy Sącz              | 8                             |                               |
| KNJ | KS Nowa Jastrząbka-Żukowice   | 91                            |                               |
| Awans z Klasy okręgowej 2010/2011                                                                             |                               |                               |                               |
| grupa Nowy Sącz                                                                                               |                               |                               |                               |
| OPZ | Ogniwo Piwniczna Zdrój        | 1                             |                               |
| grupa Tarnów                                                                                                  |                               |                               |                               |
| RYL | Rylovia Rylowa                | 1                             |                               |
| Oznaczenia: - kolumna pierwsza – skróty nazw drużyn, - kolumna trzecia – miejsce zajęte w poprzednim sezonie. |                               |                               |                               |

Objaśnienia:
1. KS Nowa Jastrząbka-Żukowice awansował do IV ligi w związku z rezygnacją Termalici Bruk-Bet II Niecieczy z awansu.

### Tabela
| Lp. | Drużyna                     | M  | Z  | R | P  | Bramki | Bramki | Różn. | Pkt | Uwagi                                                          | Bezpośrednio              |
| --- | --------------------------- | -- | -- | - | -- | ------ | ------ | ----- | --- | -------------------------------------------------------------- | ------------------------- |
| 1   | Bocheński KS (M) (A)        | 28 | 22 | 4 | 2  | 81     | 19     | +62   | 70  | Awans do III ligi                                              |                           |
| 2   | Tuchovia Tuchów             | 28 | 19 | 4 | 5  | 60     | 26     | +34   | 61  |                                                                |                           |
| 3   | Wolania Wola Rzędzińska     | 28 | 16 | 6 | 6  | 66     | 31     | +35   | 54  |                                                                |                           |
| 4   | KS Tymbark                  | 28 | 15 | 5 | 8  | 44     | 27     | +17   | 50  |                                                                |                           |
| 5   | Sandecja II Nowy Sącz       | 28 | 15 | 4 | 9  | 69     | 33     | +36   | 49  | SNS2 – SKW 2:0 SKW – SNS2 2:2                                  |                           |
| 6   | Skalnik Kamionka Wielka     | 28 | 15 | 4 | 9  | 46     | 34     | +12   | 49  | SNS2 – SKW 2:0 SKW – SNS2 2:2                                  |                           |
| 7   | Watra Białka Tatrzańska     | 28 | 11 | 4 | 13 | 32     | 52     | −20   | 37  |                                                                |                           |
| 8   | KS Nowa Jastrząbka-Żukowice | 28 | 8  | 6 | 14 | 37     | 48     | −11   | 30  | KNJ: 7 pkt, różn. +1 HEL: 6 pkt, różn. +4 RYL: 4 pkt, różn. -5 |                           |
| 9   | Helena Nowy Sącz            | 28 | 9  | 3 | 16 | 42     | 64     | −22   | 30  | KNJ: 7 pkt, różn. +1 HEL: 6 pkt, różn. +4 RYL: 4 pkt, różn. -5 |                           |
| 10  | Rylovia Rylowa              | 28 | 9  | 3 | 16 | 42     | 70     | −28   | 30  | KNJ: 7 pkt, różn. +1 HEL: 6 pkt, różn. +4 RYL: 4 pkt, różn. -5 |                           |
| 11  | Orkan Szczyrzyc             | 28 | 7  | 8 | 13 | 26     | 40     | −14   | 29  | OSZ – GRY 3:1 GRY – OSZ 1:0                                    |                           |
| 12  | Grybovia Grybów             | 28 | 9  | 2 | 17 | 36     | 65     | −29   | 29  | OSZ – GRY 3:1 GRY – OSZ 1:0                                    |                           |
| 13  | Barciczanka Barcice         | 28 | 8  | 3 | 17 | 31     | 57     | −26   | 27  | BAR – DZA 5:1 DZA – BAR 1:1                                    |                           |
| 14  | Dunajec Zakliczyn (S)       | 28 | 7  | 6 | 15 | 35     | 65     | −30   | 27  | BAR – DZA 5:1 DZA – BAR 1:1                                    | Spadek do klasy okręgowej |
| 15  | Ogniwo Piwniczna Zdrój (S)  | 28 | 8  | 2 | 18 | 37     | 53     | −16   | 26  |                                                                | Spadek do klasy okręgowej |

## Grupa VII (małopolska zachód)

### Drużyny
| Uczestnicy poprzedniej edycji                                                                                 | Uczestnicy poprzedniej edycji | Uczestnicy poprzedniej edycji | Uczestnicy poprzedniej edycji |
| --- | ----------------------------- | ----------------------------- | ----------------------------- |
| BAL | Orzeł Balin                   | 4                             |                               |
| HUT | Hutnik Nowa Huta              | 5                             |                               |
| LKR | Lotnik Kryspinów              | 6                             |                               |
| PRE | Przeciszovia Przeciszów       | 7                             |                               |
| OLZ | IKS Olkusz                    | 8                             |                               |
| SIE | Karpaty Siepraw               | 11                            |                               |
| LKM | LKS Mogilany                  | 121                           |                               |
| Awans z V ligi 2010/2011                                                                                      |                               |                               |                               |
| grupa Kraków-Wadowice                                                                                         |                               |                               |                               |
| ZEM | Garbarz Zembrzyce             | 1                             |                               |
| TRS | MKS Trzebinia-Siersza         | 2                             |                               |
| OPW | Orzeł Piaski Wielkie          | 3                             |                               |
| NNW | Niwa Nowa Wieś                | 4                             |                               |
| SOZ | Spójnia Osiek-Zimnodół        | 5                             |                               |
| SPR | Sokół Przytkowice             | 6                             |                               |
| HMP | Halniak Maków Podhalański     | 7                             |                               |
| KBO | KS Borek                      | 8                             |                               |
| Awans z Klasy okręgowej 2010/2011                                                                             |                               |                               |                               |
| grupa Kraków                                                                                                  |                               |                               |                               |
| ZZI | Zieleńczanka Zielonki         | 1                             |                               |
| grupa Tarnów                                                                                                  |                               |                               |                               |
| KLD | Iskra Klecza Dolna            | 1                             |                               |
| Oznaczenia: - kolumna pierwsza – skróty nazw drużyn, - kolumna trzecia – miejsce zajęte w poprzednim sezonie. |                               |                               |                               |

Objaśnienia:
1. LKS Mogilany wycofały się po rundzie jesiennej.

### Tabela
| Lp. | Drużyna                    | M  | Z  | R | P  | Bramki | Bramki | Różn. | Pkt | Uwagi                       | Bezpośrednio                |
| --- | -------------------------- | -- | -- | - | -- | ------ | ------ | ----- | --- | --------------------------- | --------------------------- |
| 1   | Hutnik Nowa Huta (M) (A)   | 32 | 24 | 4 | 4  | 83     | 31     | +52   | 76  | Awans do III ligi           |                             |
| 2   | Orzeł Balin                | 32 | 18 | 7 | 7  | 67     | 26     | +41   | 61  |                             |                             |
| 3   | Halniak Maków Podhalański  | 32 | 16 | 7 | 9  | 48     | 34     | +14   | 55  |                             |                             |
| 4   | KS Borek                   | 32 | 15 | 9 | 8  | 42     | 36     | +6    | 54  | KBO – SIE 1:0 SIE – KBO 1:1 |                             |
| 5   | Karpaty Siepraw            | 32 | 15 | 9 | 8  | 50     | 31     | +19   | 54  | KBO – SIE 1:0 SIE – KBO 1:1 |                             |
| 6   | MKS Trzebinia-Siersza      | 32 | 15 | 8 | 9  | 60     | 32     | +28   | 53  |                             |                             |
| 7   | Iskra Klecza Dolna         | 32 | 13 | 8 | 11 | 36     | 28     | +8    | 47  |                             |                             |
| 8   | Niwa Nowa Wieś             | 32 | 13 | 7 | 12 | 38     | 44     | −6    | 46  |                             |                             |
| 9   | Przeciszovia Przeciszów    | 32 | 13 | 4 | 15 | 36     | 49     | −13   | 43  |                             |                             |
| 10  | Orzeł Piaski Wielkie       | 32 | 11 | 9 | 12 | 41     | 45     | −4    | 42  |                             |                             |
| 11  | Sokół Przytkowice          | 32 | 11 | 6 | 15 | 37     | 50     | −13   | 39  |                             |                             |
| 12  | Garbarz Zembrzyce          | 32 | 9  | 8 | 15 | 40     | 47     | −7    | 35  |                             |                             |
| 13  | Spójnia Osiek-Zimnodół (S) | 32 | 10 | 2 | 20 | 39     | 65     | −26   | 32  | Spadek do klasy okręgowej   |                             |
| 14  | Lotnik Kryspinów (S)       | 32 | 7  | 9 | 16 | 40     | 50     | −10   | 30  | Spadek do klasy okręgowej   | LKR – OLZ 2:0 OLZ – LKR 1:1 |
| 15  | IKS Olkusz (S)             | 32 | 7  | 9 | 16 | 38     | 55     | −17   | 30  | Spadek do klasy okręgowej   | LKR – OLZ 2:0 OLZ – LKR 1:1 |
| 16  | Zieleńczanka Zielonki (S)  | 32 | 6  | 4 | 22 | 35     | 87     | −52   | 22  | Spadek do klasy okręgowej   |                             |
| 17  | LKS Mogilany1              | 32 | 13 | 2 | 17 | 44     | 64     | −20   | 41  | Drużyna wycofana            |                             |

## Grupa VIII (mazowiecka południe)

### Drużyny
| Uczestnicy poprzedniej edycji                                                                                 | Uczestnicy poprzedniej edycji | Uczestnicy poprzedniej edycji | Uczestnicy poprzedniej edycji |
| --- | ----------------------------- | ----------------------------- | ----------------------------- |
| grupa mazowiecka (południe)                                                                                   |                               |                               |                               |
| MSZ | Mszczonowianka Mszczonów      | 2                             |                               |
| GRÓ | Mazowsze Grójec               | 3                             |                               |
| PGM | Pogoń Grodzisk Mazowiecki     | 4                             |                               |
| PIL | Pilica Białobrzegi            | 5                             |                               |
| IŁŻ | Polonia Iłża                  | 6                             |                               |
| KOZ | Energia Kozienice-Janików     | 74                            |                               |
| ŁAD | UKS Łady                      | 8                             |                               |
| ZPR2 | Znicz II Pruszków             | 9                             |                               |
| ŻYR | Żyrardowianka Żyrardów        | 10                            |                               |
| KON | Skra Konstancin Obory         | 11                            |                               |
| NZI | Naprzód Zielonki              | 12                            |                               |
| OKĘ | Okęcie Warszawa               | 132                           |                               |
| grupa mazowiecka (północ)                                                                                     |                               |                               |                               |
| SUL | Victoria Sulejówek            | 8                             |                               |
| Spadek z II ligi 2010/2011                                                                                    |                               |                               |                               |
| grupa wschodnia                                                                                               |                               |                               |                               |
| NAD | GLKS Nadarzyn                 | 141                           |                               |
| Awans z Klasy okręgowej 2010/2011                                                                             |                               |                               |                               |
| grupa Radom                                                                                                   |                               |                               |                               |
| WAR | KS Warka                      | 1                             |                               |
| ZAK | Wulkan Zakrzew                | 23                            |                               |
| grupa Siedlce                                                                                                 |                               |                               |                               |
| SOP | Podlasie Sokołów Podlaski     | 1                             |                               |
| Oznaczenia: - kolumna pierwsza – skróty nazw drużyn, - kolumna trzecia – miejsce zajęte w poprzednim sezonie. |                               |                               |                               |

Objaśnienia:
1. GLKS Nadarzyn wycofał się po zakończeniu poprzedniego sezonu z rozgrywek II ligi.
2. Okęcie Warszawa wygrała baraże o utrzymanie w IV lidze z MKS-em Ciechanów.
3. Wulkan Zakrzew wygrał baraże o awans do IV ligi z Olimpią Warszawa.
4. KS Kozienice-Janików zmienił nazwę na Energia Kozienice-Janików.

### Tabela
| Lp. | Drużyna                           | M  | Z  | R  | P  | Bramki | Bramki | Różn. | Pkt | Uwagi                       | Bezpośrednio |
| --- | --------------------------------- | -- | -- | -- | -- | ------ | ------ | ----- | --- | --------------------------- | ------------ |
| 1   | Pogoń Grodzisk Mazowiecki (M) (A) | 32 | 25 | 5  | 2  | 73     | 14     | +59   | 80  | Awans do III ligi           |              |
| 2   | Pilica Białobrzegi                | 32 | 24 | 4  | 4  | 75     | 29     | +46   | 76  |                             |              |
| 3   | Energia Kozienice-Janików         | 32 | 20 | 4  | 8  | 57     | 28     | +29   | 64  |                             |              |
| 4   | Wulkan Zakrzew                    | 32 | 18 | 5  | 9  | 47     | 25     | +22   | 59  |                             |              |
| 5   | Mszczonowianka Mszczonów          | 32 | 16 | 10 | 6  | 63     | 28     | +35   | 58  |                             |              |
| 6   | Okęcie Warszawa                   | 32 | 14 | 8  | 10 | 45     | 26     | +19   | 50  |                             |              |
| 7   | Mazowsze Grójec                   | 32 | 14 | 7  | 11 | 55     | 49     | +6    | 49  |                             |              |
| 8   | Znicz II Pruszków                 | 32 | 15 | 3  | 14 | 63     | 57     | +6    | 48  |                             |              |
| 9   | Polonia Iłża                      | 32 | 13 | 6  | 13 | 48     | 37     | +11   | 45  | IŁŻ – ŻYR 1:0 ŻYR – IŁŻ 2:1 |              |
| 10  | Żyrardowianka Żyrardów            | 32 | 14 | 3  | 15 | 51     | 44     | +7    | 45  | IŁŻ – ŻYR 1:0 ŻYR – IŁŻ 2:1 |              |
| 11  | Victoria Sulejówek                | 32 | 11 | 8  | 13 | 43     | 42     | +1    | 41  | SUL – ŁAD 3:0 ŁAD – SUL 0:0 |              |
| 12  | UKS Łady                          | 32 | 11 | 8  | 13 | 34     | 46     | −12   | 41  | SUL – ŁAD 3:0 ŁAD – SUL 0:0 |              |
| 13  | KS Warka (S)                      | 32 | 10 | 5  | 17 | 40     | 46     | −6    | 35  | Spadek do klasy okręgowej   |              |
| 14  | GLKS Nadarzyn (S)                 | 32 | 6  | 5  | 21 | 29     | 68     | −39   | 23  | Spadek do klasy okręgowej   |              |
| 15  | Skra Konstancin Obory (S)         | 32 | 6  | 4  | 22 | 40     | 74     | −34   | 22  | Spadek do klasy okręgowej   |              |
| 16  | Podlasie Sokołów Podlaski (S)     | 32 | 4  | 6  | 22 | 25     | 81     | −56   | 18  | Spadek do klasy okręgowej   |              |
| 17  | Naprzód Zielonki (S)              | 32 | 4  | 3  | 25 | 22     | 116    | −94   | 15  | Spadek do klasy okręgowej   |              |

## Grupa IX (mazowiecka północ)

### Drużyny
| Uczestnicy poprzedniej edycji                                                                                 | Uczestnicy poprzedniej edycji | Uczestnicy poprzedniej edycji | Uczestnicy poprzedniej edycji |
| --- | ----------------------------- | ----------------------------- | ----------------------------- |
| BUG | Bug Wyszków                   | 2                             |                               |
| MMA | Marcovia 2000 Marki           | 3                             |                               |
| HWO | Huragan Wołomin               | 4                             |                               |
| PUŁ | Nadnarwianka Pułtusk          | 5                             |                               |
| MPR | MKS Przasnysz                 | 6                             |                               |
| WP2 | Wisła II Płock                | 7                             |                               |
| MŁA | Mławianka Mława               | 9                             |                               |
| ŻUR | Wkra Żuromin                  | 10                            |                               |
| KSE | Kasztelan Sierpc              | 11                            |                               |
| TPŁ | Tęcza 34 Płońsk               | 12                            |                               |
| CIE | MKS Ciechanów                 | 131                           |                               |
| Awans z Klasy okręgowej 2010/2011                                                                             |                               |                               |                               |
| grupa Ciechanów-Ostrołęka                                                                                     |                               |                               |                               |
| SZY | Korona Szydłowo               | 1                             |                               |
| OOM | Ostrovia Ostrów Mazowiecka    | 2                             |                               |
| grupa Płock                                                                                                   |                               |                               |                               |
| GĄB | Błękitni Gąbin                | 1                             |                               |
| AMA | Amator Maszewo                | 23                            |                               |
| grupa Warszawa I                                                                                              |                               |                               |                               |
| TGK | GKP Targówek                  | 1                             |                               |
| grupa Warszawa II                                                                                             |                               |                               |                               |
| ŁOM | KS Łomianki                   | 1                             |                               |
| Oznaczenia: - kolumna pierwsza – skróty nazw drużyn, - kolumna trzecia – miejsce zajęte w poprzednim sezonie. |                               |                               |                               |

Objaśnienia:
1. Pomimo porażki MKS-u Ciechanów z Okęciem Warszawa, klub utrzymał się w lidze w związku z poszerzeniem ligi do 17 zespołów.
2. Ostrovia Ostrów Mazowiecka wygrała baraże o awans do IV ligi z Drukarzem Warszawa.
3. Amator Maszewo wygrał baraże o awans do IV ligi ze Zrywem Sobolew.

### Tabela
| Lp. | Drużyna                    | M  | Z  | R  | P  | Bramki | Bramki | Różn. | Pkt | Uwagi                       | Bezpośrednio |
| --- | -------------------------- | -- | -- | -- | -- | ------ | ------ | ----- | --- | --------------------------- | ------------ |
| 1   | GKP Targówek (M) (A)       | 32 | 21 | 8  | 3  | 64     | 26     | +38   | 71  | Awans do III ligi           |              |
| 2   | Bug Wyszków                | 32 | 18 | 5  | 9  | 61     | 38     | +23   | 59  |                             |              |
| 3   | Wisła II Płock             | 32 | 18 | 3  | 11 | 81     | 45     | +36   | 57  |                             |              |
| 4   | Kasztelan Sierpc           | 32 | 16 | 7  | 9  | 54     | 49     | +5    | 55  |                             |              |
| 5   | Huragan Wołomin            | 32 | 15 | 8  | 9  | 52     | 37     | +15   | 53  |                             |              |
| 6   | Mławianka Mława            | 32 | 15 | 7  | 10 | 40     | 34     | +6    | 52  |                             |              |
| 7   | Błękitni Gąbin             | 32 | 15 | 4  | 13 | 58     | 52     | +6    | 49  | GĄB – MPR 2:0 MPR – GĄB 2:4 |              |
| 8   | MKS Przasnysz              | 32 | 13 | 10 | 9  | 66     | 44     | +22   | 49  | GĄB – MPR 2:0 MPR – GĄB 2:4 |              |
| 9   | Ostrovia Ostrów Mazowiecka | 32 | 13 | 7  | 12 | 42     | 40     | +2    | 46  |                             |              |
| 10  | Nadnarwianka Pułtusk       | 32 | 12 | 6  | 14 | 40     | 49     | −9    | 42  |                             |              |
| 11  | KS Łomianki                | 32 | 11 | 8  | 13 | 51     | 49     | +2    | 41  | ŁOM – ŻUR 1:0 ŻUR – ŁOM 1:1 |              |
| 12  | Wkra Żuromin               | 32 | 11 | 8  | 13 | 36     | 50     | −14   | 41  | ŁOM – ŻUR 1:0 ŻUR – ŁOM 1:1 |              |
| 13  | Marcovia 2000 Marki (S)    | 32 | 10 | 6  | 16 | 45     | 60     | −15   | 36  | Spadek do klasy okręgowej   |              |
| 14  | Tęcza 34 Płońsk1           | 32 | 10 | 4  | 18 | 34     | 56     | −22   | 34  | Drużyna rozwiązana          |              |
| 15  | MKS Ciechanów (S)          | 32 | 6  | 9  | 17 | 38     | 54     | −16   | 27  | Spadek do klasy okręgowej   |              |
| 16  | Korona Szydłowo (S)        | 32 | 7  | 5  | 20 | 37     | 66     | −29   | 26  | Spadek do klasy okręgowej   |              |
| 17  | Amator Maszewo (S)         | 32 | 7  | 3  | 22 | 41     | 91     | −50   | 24  | Spadek do klasy okręgowej   |              |

## Grupa X (opolska)

### Drużyny
| Uczestnicy poprzedniej edycji                                                                                 | Uczestnicy poprzedniej edycji | Uczestnicy poprzedniej edycji | Uczestnicy poprzedniej edycji |
| --- | ----------------------------- | ----------------------------- | ----------------------------- |
| GŁU | Polonia Głubczyce             | 3                             |                               |
| SWO | Swornica Czarnowąsy           | 5                             |                               |
| PPR | Pogoń Prudnik                 | 6                             |                               |
| LEW | Olimpia Lewin Brzeski         | 7                             |                               |
| PAC | Sparta Paczków                | 8                             |                               |
| POP | Piast Strzelce Opolskie       | 9                             |                               |
| PNY | Polonia Nysa                  | 10                            |                               |
| LIG | LZS Ligota Turawska           | 11                            |                               |
| STB | Stal Brzeg                    | 12                            |                               |
| ŁUB | Śląsk Łubniany                | 13                            |                               |
| SKM | Silesius Kotórz Mały          | 141                           |                               |
| Spadek z III ligi 2010/2011                                                                                   |                               |                               |                               |
| grupa IV |                               |                               |                               |
| SKG | Skalnik Gracze                | 14                            |                               |
| Awans z Klasy okręgowej 2010/2011                                                                             |                               |                               |                               |
| grupa opolska I                                                                                               |                               |                               |                               |
| ŹLI | Orzeł Źlinice                 | 1                             |                               |
| OLE | OKS Olesno                    | 2                             |                               |
| grupa opolska II                                                                                              |                               |                               |                               |
| OTM | Czarni Otmuchów               | 1                             |                               |
| ODZ | Orzeł Dzierżysław             | 2                             |                               |
| Oznaczenia: - kolumna pierwsza – skróty nazw drużyn, - kolumna trzecia – miejsce zajęte w poprzednim sezonie. |                               |                               |                               |

Objaśnienia:
1. Rolnik Wierzbica Górna wycofał się po zakończeniu poprzedniego sezonu, w związku z czym dodatkowo utrzymał się Silesius Kotórz Mały.

### Tabela
| Lp. | Drużyna                     | M  | Z  | R  | P  | Bramki | Bramki | Różn. | Pkt | Uwagi                       | Bezpośrednio              |
| --- | --------------------------- | -- | -- | -- | -- | ------ | ------ | ----- | --- | --------------------------- | ------------------------- |
| 1   | Swornica Czarnowąsy (M) (A) | 30 | 25 | 4  | 1  | 96     | 27     | +69   | 79  | Awans do III ligi           |                           |
| 2   | Polonia Głubczyce (A)       | 30 | 18 | 4  | 8  | 62     | 29     | +33   | 58  | Awans do III ligi           |                           |
| 3   | OKS Olesno                  | 30 | 15 | 7  | 8  | 71     | 58     | +13   | 52  |                             |                           |
| 4   | Śląsk Łubniany              | 30 | 14 | 6  | 10 | 51     | 46     | +5    | 48  |                             |                           |
| 5   | Skalnik Gracze              | 30 | 12 | 10 | 8  | 43     | 34     | +9    | 46  |                             |                           |
| 6   | Pogoń Prudnik               | 30 | 11 | 12 | 7  | 51     | 41     | +10   | 45  | PPR – POP 4:2 POP – PPR 1:1 |                           |
| 7   | Piast Strzelce Opolskie     | 30 | 13 | 6  | 11 | 53     | 48     | +5    | 45  | PPR – POP 4:2 POP – PPR 1:1 |                           |
| 8   | Sparta Paczków              | 30 | 12 | 6  | 12 | 53     | 55     | −2    | 42  |                             |                           |
| 9   | Orzeł Źlinice               | 30 | 8  | 13 | 9  | 55     | 48     | +7    | 37  | ŹLI – LIG 5:0 LIG – ŹLI 2:2 |                           |
| 10  | LZS Ligota Turawska         | 30 | 10 | 7  | 13 | 50     | 60     | −10   | 37  | ŹLI – LIG 5:0 LIG – ŹLI 2:2 |                           |
| 11  | Olimpia Lewin Brzeski       | 30 | 10 | 5  | 15 | 53     | 67     | −14   | 35  |                             |                           |
| 12  | Orzeł Dzierżysław           | 30 | 9  | 7  | 14 | 38     | 65     | −27   | 34  |                             |                           |
| 13  | Czarni Otmuchów             | 30 | 7  | 11 | 12 | 49     | 59     | −10   | 32  | OTM – PNY 3:0 PNY – OTM 0:1 |                           |
| 14  | Polonia Nysa (S)            | 30 | 8  | 8  | 14 | 45     | 64     | −19   | 32  | OTM – PNY 3:0 PNY – OTM 0:1 | Spadek do klasy okręgowej |
| 15  | Stal Brzeg (S)              | 30 | 8  | 6  | 16 | 45     | 53     | −8    | 30  |                             | Spadek do klasy okręgowej |
| 16  | Silesius Kotórz Mały (S)    | 30 | 2  | 4  | 24 | 28     | 89     | −61   | 10  |                             | Spadek do klasy okręgowej |

## Grupa XI (podkarpacka)

### Drużyny
| Uczestnicy poprzedniej edycji                                                                                 | Uczestnicy poprzedniej edycji | Uczestnicy poprzedniej edycji | Uczestnicy poprzedniej edycji |
| --- | ----------------------------- | ----------------------------- | ----------------------------- |
| RAC | Rafineria/Czarni Jasło        | 3                             |                               |
| JKS | JKS 1909 Jarosław             | 4                             |                               |
| PIL | Rzemieślnik Pilzno            | 5                             |                               |
| DĘB | Wisłoka Dębica                | 6                             |                               |
| PTU | Piast Tuczempy                | 7                             |                               |
| CKR | Crasnovia Krasne              | 8                             |                               |
| OPR | Orzeł Przeworsk               | 9                             |                               |
| NDĘ | Stal Nowa Dęba                | 10                            |                               |
| LEŻ | Pogoń Leżajsk                 | 11                            |                               |
| ŻUR | Żurawianka Żurawica           | 12                            |                               |
| NIS | Sokół Nisko                   | 13                            |                               |
| Awans z Klasy okręgowej 2010/2011                                                                             |                               |                               |                               |
| grupa Dębica                                                                                                  |                               |                               |                               |
| IGL | Igloopol Dębica               | 1                             |                               |
| grupa Jarosław                                                                                                |                               |                               |                               |
| PRZ | Czuwaj Przemyśl               | 1                             |                               |
| grupa Krosno                                                                                                  |                               |                               |                               |
| NOW | Cosmos Nowotaniec             | 1                             |                               |
| grupa Rzeszów                                                                                                 |                               |                               |                               |
| RE2 | Resovia II                    | 1                             |                               |
| grupa Stalowa Wola                                                                                            |                               |                               |                               |
| TUR | LZS Turbia                    | 1                             |                               |
| Oznaczenia: - kolumna pierwsza – skróty nazw drużyn, - kolumna trzecia – miejsce zajęte w poprzednim sezonie. |                               |                               |                               |

### Tabela
| Lp. | Drużyna                        | M  | Z  | R  | P  | Bramki | Bramki | Różn. | Pkt | Uwagi                                                         | Bezpośrednio              |
| --- | ------------------------------ | -- | -- | -- | -- | ------ | ------ | ----- | --- | ------------------------------------------------------------- | ------------------------- |
| 1   | Rafineria/Czarni Jasło (M) (A) | 30 | 19 | 5  | 6  | 61     | 27     | +34   | 62  | Awans do III ligi                                             |                           |
| 2   | Orzeł Przeworsk (A)            | 30 | 17 | 8  | 5  | 56     | 30     | +26   | 59  | Awans do III ligi                                             |                           |
| 3   | Resovia II                     | 30 | 15 | 11 | 4  | 57     | 28     | +29   | 56  |                                                               |                           |
| 4   | Pogoń Leżajsk                  | 30 | 14 | 8  | 8  | 43     | 29     | +14   | 50  |                                                               |                           |
| 5   | Crasnovia Krasne               | 30 | 13 | 10 | 7  | 62     | 31     | +31   | 49  |                                                               |                           |
| 6   | JKS 1909 Jarosław              | 30 | 12 | 8  | 10 | 37     | 33     | +4    | 44  | JKS: 7 pkt, różn. +1 PIL: 5 pkt, różn. 0 NDĘ: 4 pkt, różn. -1 |                           |
| 7   | Rzemieślnik Pilzno             | 30 | 12 | 8  | 10 | 40     | 34     | +6    | 44  | JKS: 7 pkt, różn. +1 PIL: 5 pkt, różn. 0 NDĘ: 4 pkt, różn. -1 |                           |
| 8   | Stal Nowa Dęba                 | 30 | 13 | 5  | 12 | 40     | 38     | +2    | 44  | JKS: 7 pkt, różn. +1 PIL: 5 pkt, różn. 0 NDĘ: 4 pkt, różn. -1 |                           |
| 9   | LZS Turbia                     | 30 | 12 | 6  | 12 | 45     | 38     | +7    | 42  |                                                               |                           |
| 10  | Piast Tuczempy                 | 30 | 12 | 5  | 13 | 33     | 35     | −2    | 41  |                                                               |                           |
| 11  | Cosmos Nowotaniec              | 30 | 11 | 6  | 13 | 42     | 57     | −15   | 39  |                                                               |                           |
| 12  | Żurawianka Żurawica            | 30 | 10 | 4  | 16 | 43     | 64     | −21   | 34  | ŻUR – IGL 2:1 IGL – ŻUR 2:2                                   |                           |
| 13  | Igloopol Dębica (S)            | 30 | 8  | 10 | 12 | 32     | 36     | −4    | 34  | ŻUR – IGL 2:1 IGL – ŻUR 2:2                                   | Spadek do klasy okręgowej |
| 14  | Sokół Nisko (S)                | 30 | 8  | 4  | 18 | 31     | 61     | −30   | 28  | NIS – DĘB 3:1 DĘB – NIS 1:0                                   | Spadek do klasy okręgowej |
| 15  | Wisłoka Dębica (S)             | 30 | 6  | 10 | 14 | 23     | 34     | −11   | 28  | NIS – DĘB 3:1 DĘB – NIS 1:0                                   | Spadek do klasy okręgowej |
| 16  | Czuwaj Przemyśl (S)            | 30 | 2  | 4  | 24 | 23     | 93     | −70   | 10  |                                                               | Spadek do klasy okręgowej |

## Grupa XII (podlaska)

### Drużyny
| Uczestnicy poprzedniej edycji                                                                                 | Uczestnicy poprzedniej edycji | Uczestnicy poprzedniej edycji | Uczestnicy poprzedniej edycji |
| --- | ----------------------------- | ----------------------------- | ----------------------------- |
| TYK | Hetman Tykocin                | 3                             |                               |
| SUR | Znicz Suraż                   | 4                             |                               |
| MIE | MKS Mielnik                   | 5                             |                               |
| GGR | Gryf Gródek                   | 6                             |                               |
| CRS | Cresovia Siemiatycze          | 7                             |                               |
| NAR | LZS Narewka                   | 8                             |                               |
| WBI | Włókniarz Białystok           | 9                             |                               |
| AUG | Sparta Augustów               | 10                            |                               |
| MIC | KS Michałowo                  | 11                            |                               |
| HEB | Hetman Białystok              | 12                            |                               |
| TBP | Tur Bielsk Podlaski           | 13                            |                               |
| PŁO | Perspektywa Łomża             | 14                            |                               |
| Spadek z II ligi 2010/2011                                                                                    |                               |                               |                               |
| grupa wschodnia                                                                                               |                               |                               |                               |
| RWM | Ruch Wysokie Mazowieckie      | 141,2                         |                               |
| Spadek z III ligi 2010/2011                                                                                   |                               |                               |                               |
| grupa V |                               |                               |                               |
| WIS | Wissa Szczuczyn               | 14                            |                               |
| MOŃ | Promień Mońki                 | 16                            |                               |
| Awans z Klasy okręgowej 2010/2011                                                                             |                               |                               |                               |
| grupa podlaska                                                                                                |                               |                               |                               |
| SZE | Sparta 1951 Szepietowo        | 1                             |                               |
| HAJ | Puszcza Hajnówka              | 2                             |                               |
| Oznaczenia: - kolumna pierwsza – skróty nazw drużyn, - kolumna trzecia – miejsce zajęte w poprzednim sezonie. |                               |                               |                               |

Objaśnienia:
1. Ruch Wysokie Mazowieckie nie złożył na czas wniosku o licencję na grę w III lidze, w związku z czym spadli do IV ligi.
2. Ruch Wysokie Mazowieckie wycofał się po rundzie jesiennej.

### Tabela
| Lp. | Drużyna                   | M  | Z  | R  | P  | Bramki | Bramki | Różn. | Pkt | Uwagi                       | Bezpośrednio |
| --- | ------------------------- | -- | -- | -- | -- | ------ | ------ | ----- | --- | --------------------------- | ------------ |
| 1   | Wissa Szczuczyn (M) (A)   | 32 | 20 | 6  | 6  | 56     | 25     | +31   | 66  | Awans do III ligi           |              |
| 2   | Tur Bielsk Podlaski (A)   | 32 | 19 | 2  | 11 | 50     | 35     | +15   | 59  | Awans do III ligi           |              |
| 3   | Cresovia Siemiatycze      | 32 | 15 | 9  | 8  | 48     | 37     | +11   | 54  |                             |              |
| 4   | Puszcza Hajnówka          | 32 | 16 | 4  | 12 | 49     | 35     | +14   | 52  |                             |              |
| 5   | Sparta 1951 Szepietowo    | 32 | 13 | 11 | 8  | 37     | 31     | +6    | 50  | SZE – TYK 1:0 TYK – SZE 0:0 |              |
| 6   | Hetman Tykocin            | 32 | 14 | 8  | 10 | 45     | 39     | +6    | 50  | SZE – TYK 1:0 TYK – SZE 0:0 |              |
| 7   | Hetman Białystok          | 32 | 15 | 2  | 15 | 56     | 54     | +2    | 47  |                             |              |
| 8   | Promień Mońki             | 32 | 12 | 8  | 12 | 51     | 35     | +16   | 44  |                             |              |
| 9   | Gryf Gródek               | 32 | 11 | 10 | 11 | 42     | 49     | −7    | 43  |                             |              |
| 10  | LZS Narewka               | 32 | 11 | 9  | 12 | 38     | 47     | −9    | 42  |                             |              |
| 11  | KS Michałowo              | 32 | 11 | 7  | 14 | 41     | 53     | −12   | 40  |                             |              |
| 12  | Sparta Augustów           | 32 | 10 | 9  | 13 | 45     | 55     | −10   | 39  |                             |              |
| 13  | Włókniarz Białystok       | 32 | 10 | 8  | 14 | 53     | 53     | 0     | 38  |                             |              |
| 14  | Znicz Suraż               | 32 | 9  | 7  | 16 | 38     | 63     | −25   | 34  |                             |              |
| 15  | MKS Mielnik (S)           | 32 | 7  | 11 | 14 | 36     | 50     | −14   | 32  | Spadek do klasy okręgowej   |              |
| 16  | Perspektywa Łomża2        | 32 | 6  | 8  | 18 | 38     | 65     | −27   | 26  | Drużyna wycofana            |              |
| 17  | Ruch Wysokie Mazowieckie1 | 32 | 13 | 1  | 18 | 65     | 62     | +3    | 40  | Drużyna wycofana            |              |

## Grupa XIII (pomorska)

### Drużyny
| Uczestnicy poprzedniej edycji                                                                                 | Uczestnicy poprzedniej edycji  | Uczestnicy poprzedniej edycji | Uczestnicy poprzedniej edycji |
| --- | ------------------------------ | ----------------------------- | ----------------------------- |
| PPO | Pomorze Potęgowo               | 3                             |                               |
| UST | Jantar Ustka                   | 4                             |                               |
| HRG | Huragan Przodkowo              | 5                             |                               |
| DZI | Powiśle Dzierzgoń              | 6                             |                               |
| MAL | Pomezania Malbork              | 7                             |                               |
| WSK | Wietcisa Skarszewy             | 8                             |                               |
| PEL | Wierzyca Pelplin               | 9                             |                               |
| SZT | Olimpia Sztum                  | 10                            |                               |
| Spadek z III ligi 2010/2011                                                                                   |                                |                               |                               |
| grupa I |                                |                               |                               |
| RED | Orlęta Reda                    | 16                            |                               |
| Awans z Klasy okręgowej 2010/2011                                                                             |                                |                               |                               |
| grupa Gdańsk I                                                                                                |                                |                               |                               |
| PGD | Polonia Gdańsk                 | 1                             |                               |
| GPS | GTS Pszczółki                  | 2                             |                               |
| grupa Gdańsk II                                                                                               |                                |                               |                               |
| KPS | KP Starogard Gdański           | 1                             |                               |
| CPA | Chojniczanka II/Jantar Pawłowo | 2                             |                               |
| grupa Słupsk                                                                                                  |                                |                               |                               |
| LĘB | Pogoń Lębork                   | 1                             |                               |
| CCZ | Czarni Czarne                  | 2                             |                               |
| Oznaczenia: - kolumna pierwsza – skróty nazw drużyn, - kolumna trzecia – miejsce zajęte w poprzednim sezonie. |                                |                               |                               |

| Uczestnicy dołączeni do ligi | Uczestnicy dołączeni do ligi |
| ---------------------------- | ---------------------------- |
| Arka II Gdynia               | -1                           |

Objaśnienia:
1. Arka II Gdynia została dokooptowana do rozgrywek IV ligi.

### Tabela
| Lp. | Drużyna                        | M  | Z  | R  | P  | Bramki | Bramki | Różn. | Pkt | Uwagi                     | Bezpośrednio                |
| --- | ------------------------------ | -- | -- | -- | -- | ------ | ------ | ----- | --- | ------------------------- | --------------------------- |
| 1   | Arka II Gdynia (M) (A)         | 30 | 22 | 5  | 3  | 89     | 22     | +67   | 71  | Awans do III ligi         |                             |
| 2   | Polonia Gdańsk (A)             | 30 | 19 | 3  | 8  | 59     | 29     | +30   | 60  | Awans do III ligi         |                             |
| 3   | Orlęta Reda                    | 30 | 16 | 5  | 9  | 58     | 32     | +26   | 53  |                           | RED – WSK 1:0 WSK – RED 2:1 |
| 4   | Wietcisa Skarszewy             | 30 | 17 | 2  | 11 | 55     | 43     | +12   | 53  |                           | RED – WSK 1:0 WSK – RED 2:1 |
| 5   | Powiśle Dzierzgoń              | 30 | 15 | 7  | 8  | 48     | 40     | +8    | 52  |                           |                             |
| 6   | GTS Pszczółki                  | 30 | 15 | 6  | 9  | 56     | 46     | +10   | 51  |                           |                             |
| 7   | Pomorze Potęgowo               | 30 | 14 | 7  | 9  | 50     | 40     | +10   | 49  |                           |                             |
| 8   | Wierzyca Pelplin               | 30 | 13 | 5  | 12 | 46     | 45     | +1    | 44  |                           |                             |
| 9   | Pomezania Malbork              | 30 | 11 | 5  | 14 | 52     | 61     | −9    | 38  |                           |                             |
| 10  | Huragan Przodkowo              | 30 | 11 | 3  | 16 | 43     | 49     | −6    | 36  |                           |                             |
| 11  | Chojniczanka II/Jantar Pawłowo | 30 | 10 | 5  | 15 | 50     | 60     | −10   | 35  |                           |                             |
| 12  | Czarni Czarne                  | 30 | 10 | 4  | 16 | 40     | 60     | −20   | 34  |                           |                             |
| 13  | Pogoń Lębork (S)               | 30 | 7  | 12 | 11 | 36     | 41     | −5    | 33  | Spadek do klasy okręgowej |                             |
| 14  | Olimpia Sztum (S)              | 30 | 9  | 5  | 16 | 27     | 62     | −35   | 32  | Spadek do klasy okręgowej |                             |
| 15  | KP Starogard Gdański (S)       | 30 | 9  | 1  | 20 | 39     | 68     | −29   | 28  | Spadek do klasy okręgowej |                             |
| 16  | Jantar Ustka (S)               | 30 | 2  | 5  | 23 | 26     | 76     | −50   | 11  | Spadek do klasy okręgowej |                             |

## Grupa XIV (śląska I)

### Drużyny
| Uczestnicy poprzedniej edycji                                                                                 | Uczestnicy poprzedniej edycji | Uczestnicy poprzedniej edycji | Uczestnicy poprzedniej edycji |
| --- | ----------------------------- | ----------------------------- | ----------------------------- |
| grupa śląska I                                                                                                |                               |                               |                               |
| CZĘ | KS Częstochowa                | 3                             |                               |
| SRM | Sarmacja Będzin               | 4                             |                               |
| WES | Górnik Wesoła                 | 5                             |                               |
| WCH | Wyzwolenie Chorzów            | 6                             |                               |
| KAM | LKS Kamienica Polska          | 7                             |                               |
| DGÓ | Zagłębiak Dąbrowa Górnicza    | 8                             |                               |
| CIO | Przyszłość Ciochowice         | 9                             |                               |
| CZS | Czarni Sosnowiec              | 10                            |                               |
| SRŚ | Slavia Ruda Śląska            | 12                            |                               |
| RĘD | Unia Rędziny                  | 13                            |                               |
| GMY | Górnik 09 Mysłowice           | 14                            |                               |
| ŻAR | Zieloni Żarki                 | 151                           |                               |
| grupa śląska II                                                                                               |                               |                               |                               |
| GRŚ | Grunwald Ruda Śląska          | 102                           |                               |
| Awans z Klasy okręgowej 2010/2011                                                                             |                               |                               |                               |
| grupa Częstochowa                                                                                             |                               |                               |                               |
| KON | Pilica Koniecpol              | 1                             |                               |
| grupa Katowice II                                                                                             |                               |                               |                               |
| GPI | Górnik Piaski                 | 1                             |                               |
| grupa Katowice IV                                                                                             |                               |                               |                               |
| SZO | Szombierki Bytom              | 1                             |                               |
| Oznaczenia: - kolumna pierwsza – skróty nazw drużyn, - kolumna trzecia – miejsce zajęte w poprzednim sezonie. |                               |                               |                               |

Objaśnienia:
1. Skra Częstochowa połączyła się po zakończeniu sezonu z trzecioligowym Orłem Babienicą-Psary, w związku z czym zwolnione miejsce w IV lidze zajęli Zieloni Żarki.
2. Olimpia Truskolasy wycofała się przed rozpoczęciem sezonu, w związku z czym przesunięto z grupy śląskiej II Grunwald Rudę Śląską.
3. KS Częstochowa wycofała się po rundzie jesiennej.

### Tabela
| Lp. | Drużyna                    | M  | Z  | R | P  | Bramki | Bramki | Różn. | Pkt | Uwagi                       | Bezpośrednio                |
| --- | -------------------------- | -- | -- | - | -- | ------ | ------ | ----- | --- | --------------------------- | --------------------------- |
| 1   | Górnik Wesoła (M) (A)      | 30 | 21 | 7 | 2  | 66     | 17     | +49   | 70  | Awans do III ligi           |                             |
| 2   | Szombierki Bytom           | 30 | 21 | 3 | 6  | 71     | 34     | +37   | 66  |                             |                             |
| 3   | Przyszłość Ciochowice      | 30 | 20 | 4 | 6  | 68     | 38     | +30   | 64  |                             |                             |
| 4   | Grunwald Ruda Śląska       | 30 | 16 | 6 | 8  | 65     | 39     | +26   | 54  |                             |                             |
| 5   | Wyzwolenie Chorzów         | 30 | 14 | 8 | 8  | 63     | 35     | +28   | 50  |                             |                             |
| 6   | Pilica Koniecpol           | 30 | 13 | 8 | 9  | 58     | 36     | +22   | 47  |                             |                             |
| 7   | Sarmacja Będzin            | 30 | 14 | 3 | 13 | 48     | 41     | +7    | 45  |                             |                             |
| 8   | Zagłębiak Dąbrowa Górnicza | 30 | 11 | 9 | 10 | 40     | 37     | +3    | 42  |                             |                             |
| 9   | Górnik Piaski              | 30 | 11 | 7 | 12 | 34     | 33     | +1    | 40  | GPI – ŻAR 2:1 ŻAR – GPI 2:2 |                             |
| 10  | Zieloni Żarki              | 30 | 11 | 7 | 12 | 43     | 46     | −3    | 40  | GPI – ŻAR 2:1 ŻAR – GPI 2:2 |                             |
| 11  | Czarni Sosnowiec2          | 30 | 11 | 6 | 13 | 41     | 42     | −1    | 39  | Drużyna wycofana            |                             |
| 12  | LKS Kamienica Polska       | 30 | 9  | 8 | 13 | 38     | 48     | −10   | 35  |                             | KAM – GMY 3:1 GMY – KAM 2:1 |
| 13  | Górnik 09 Mysłowice        | 30 | 11 | 2 | 17 | 42     | 68     | −26   | 35  |                             | KAM – GMY 3:1 GMY – KAM 2:1 |
| 14  | Slavia Ruda Śląska         | 30 | 9  | 4 | 17 | 39     | 65     | −26   | 31  |                             |                             |
| 15  | Unia Rędziny (S)           | 30 | 6  | 2 | 22 | 31     | 65     | −34   | 20  | Spadek do klasy okręgowej   |                             |
| 16  | KS Częstochowa1            | 30 | 0  | 0 | 30 | 3      | 106    | −103  | 0   | Drużyna wycofana            |                             |

## Grupa XV (śląska II)

### Drużyny
| Uczestnicy poprzedniej edycji                                                                                 | Uczestnicy poprzedniej edycji | Uczestnicy poprzedniej edycji | Uczestnicy poprzedniej edycji |
| --- | ----------------------------- | ----------------------------- | ----------------------------- |
| REK | Rekord Bielsko-Biała          | 2                             |                               |
| MRK | MRKS Czechowice-Dziedzice     | 3                             |                               |
| CZN | LKS Czaniec                   | 4                             |                               |
| PO2 | Podbeskidzie II Bielsko-Biała | 5                             |                               |
| NAG | Nadwiślan Góra                | 6                             |                               |
| MIK | AKS Mikołów                   | 7                             |                               |
| BOJ | GTS Bojszowy                  | 8                             |                               |
| ORN | Gwarek Ornontowice            | 9                             |                               |
| MKL | Polonia Marklowice            | 11                            |                               |
| UNR | Unia Racibórz                 | 12                            |                               |
| RYD | Naprzód Rydułtowy             | 13                            |                               |
| ŻOR | KS Żory                       | 14                            |                               |
| Awans z Klasy okręgowej 2010/2011                                                                             |                               |                               |                               |
| grupa Bielsko-Biała                                                                                           |                               |                               |                               |
| WSŁ | KS Wisła                      | 1                             |                               |
| CGŻ | Czarni-Góral Żywiec           | 21                            |                               |
| grupa Katowice I                                                                                              |                               |                               |                               |
| ISK | Iskra Pszczyna                | 1                             |                               |
| grupa Katowice III                                                                                            |                               |                               |                               |
| JAS | GKS 1962 Jastrzębie           | 1                             |                               |
| Oznaczenia: - kolumna pierwsza – skróty nazw drużyn, - kolumna trzecia – miejsce zajęte w poprzednim sezonie. |                               |                               |                               |

Objaśnienia:
1. W związku z wycofaniem się Olimpii Truskolasy z gr. śląskiej I i przeniesieniem do tejże grupy Grunwaldu Ruda Śląska, do IV ligi awansowali dodatkowo Czarni-Góral Żywiec.

### Tabela
| Lp. | Drużyna                        | M  | Z  | R | P  | Bramki | Bramki | Różn. | Pkt | Uwagi                       | Bezpośrednio |
| --- | ------------------------------ | -- | -- | - | -- | ------ | ------ | ----- | --- | --------------------------- | ------------ |
| 1   | LKS Czaniec (M) (A)            | 30 | 21 | 6 | 3  | 59     | 20     | +39   | 69  | Awans do III ligi           |              |
| 2   | Rekord Bielsko-Biała           | 30 | 22 | 2 | 6  | 89     | 35     | +54   | 68  |                             |              |
| 3   | Podbeskidzie II Bielsko-Biała1 | 30 | 20 | 7 | 3  | 89     | 36     | +53   | 67  | Drużyna wycofana            |              |
| 4   | Nadwiślan Góra                 | 30 | 17 | 5 | 8  | 69     | 45     | +24   | 56  |                             |              |
| 5   | GKS 1962 Jastrzębie            | 30 | 15 | 8 | 7  | 59     | 46     | +13   | 53  |                             |              |
| 6   | Iskra Pszczyna                 | 30 | 13 | 8 | 9  | 57     | 40     | +17   | 47  |                             |              |
| 7   | Czarni-Góral Żywiec            | 30 | 11 | 9 | 10 | 48     | 38     | +10   | 42  |                             |              |
| 8   | AKS Mikołów                    | 30 | 12 | 5 | 13 | 42     | 42     | 0     | 41  |                             |              |
| 9   | GTS Bojszowy                   | 30 | 11 | 6 | 13 | 55     | 51     | +4    | 39  |                             |              |
| 10  | Gwarek Ornontowice             | 30 | 9  | 8 | 13 | 42     | 52     | −10   | 35  | ORN – MKL 2:1 MKL – ORN 4:4 |              |
| 11  | Polonia Marklowice             | 30 | 9  | 8 | 13 | 51     | 69     | −18   | 35  | ORN – MKL 2:1 MKL – ORN 4:4 |              |
| 12  | KS Wisła                       | 30 | 9  | 6 | 15 | 39     | 46     | −7    | 33  |                             |              |
| 13  | MRKS Czechowice-Dziedzice      | 30 | 7  | 6 | 17 | 32     | 61     | −29   | 27  |                             |              |
| 14  | Unia Racibórz1                 | 30 | 7  | 4 | 19 | 47     | 79     | −32   | 25  |                             |              |
| 15  | Naprzód Rydułtowy (S)          | 30 | 3  | 9 | 18 | 25     | 80     | −55   | 18  | Spadek do klasy okręgowej   |              |
| 16  | KS Żory (S)                    | 30 | 2  | 7 | 21 | 22     | 85     | −63   | 13  | Spadek do klasy okręgowej   |              |

## Grupa XVI (świętokrzyska)

### Drużyny
| Uczestnicy poprzedniej edycji                                                                                 | Uczestnicy poprzedniej edycji | Uczestnicy poprzedniej edycji | Uczestnicy poprzedniej edycji |
| --- | ----------------------------- | ----------------------------- | ----------------------------- |
| PST | Pogoń 1945 Staszów            | 3                             |                               |
| WSA | Wisła Sandomierz              | 4                             |                               |
| SKW | Sparta Kazimierza Wielka      | 5                             |                               |
| KAJ | Lubrzanka Kajetanów           | 6                             |                               |
| ALO | Alit Ożarów                   | 7                             |                               |
| WŁO | Hetman Włoszczowa             | 8                             |                               |
| ŁAG | ŁKS Łagów                     | 9                             |                               |
| PRA | Partyzant Radoszyce           | 10                            |                               |
| NOW | GKS Nowiny                    | 11                            |                               |
| SDA | Spartakus Daleszyce           | 131                           |                               |
| PIA | Piaskowianka Piaski           | 142                           |                               |
| Spadek z III ligi 2010/2011                                                                                   |                               |                               |                               |
| grupa VII |                               |                               |                               |
| NID | Nida Pińczów                  | 14                            |                               |
| CPŁ | Czarni Połaniec               | 16                            |                               |
| ORK | Orlęta Kielce                 | 17                            |                               |
| Awans z Klasy okręgowej 2010/2011                                                                             |                               |                               |                               |
| grupa świętokrzyska                                                                                           |                               |                               |                               |
| SĘD | Unia Sędziszów                | 1                             |                               |
| RYK | Sokół Rykoszyn                | 2                             |                               |
| Oznaczenia: - kolumna pierwsza – skróty nazw drużyn, - kolumna trzecia – miejsce zajęte w poprzednim sezonie. |                               |                               |                               |

Objaśnienia:
1. Spadkowicz z III ligi MKS Stąporków wycofał się po zakończeniu rozgrywek, w związku z czym dodatkowo utrzymał się Spartakus Daleszyce.
2. KSZO II Ostrowiec Świętokrzyski wycofał się po zakończeniu rozgrywek, w związku z czym dodatkowo utrzymała się Piaskowianka Piaski.

### Tabela
| Lp. | Drużyna                  | M  | Z  | R | P  | Bramki | Bramki | Różn. | Pkt | Uwagi                       | Bezpośrednio |
| --- | ------------------------ | -- | -- | - | -- | ------ | ------ | ----- | --- | --------------------------- | ------------ |
| 1   | Wisła Sandomierz (M) (A) | 30 | 19 | 7 | 4  | 66     | 27     | +39   | 64  | Awans do III ligi           |              |
| 2   | Czarni Połaniec (A)      | 30 | 19 | 6 | 5  | 53     | 22     | +31   | 63  | Awans do III ligi           |              |
| 3   | Sparta Kazimierza Wielka | 30 | 17 | 8 | 5  | 54     | 28     | +26   | 59  |                             |              |
| 4   | Nida Pińczów             | 30 | 16 | 6 | 8  | 51     | 27     | +24   | 54  | NID – PST 1:0 PST – NID 1:1 |              |
| 5   | Pogoń 1945 Staszów       | 30 | 16 | 6 | 8  | 40     | 36     | +4    | 54  | NID – PST 1:0 PST – NID 1:1 |              |
| 6   | Hetman Włoszczowa        | 30 | 13 | 4 | 13 | 58     | 45     | +13   | 43  |                             |              |
| 7   | Partyzant Radoszyce      | 30 | 12 | 6 | 12 | 38     | 44     | −6    | 42  | PRA – SĘD 1:1 SĘD – PRA 1:3 |              |
| 8   | Unia Sędziszów           | 30 | 12 | 6 | 12 | 42     | 47     | −5    | 42  | PRA – SĘD 1:1 SĘD – PRA 1:3 |              |
| 9   | Alit Ożarów              | 30 | 12 | 5 | 13 | 56     | 50     | +6    | 41  |                             |              |
| 10  | Spartakus Daleszyce      | 30 | 11 | 6 | 13 | 39     | 49     | −10   | 39  |                             |              |
| 11  | Lubrzanka Kajetanów      | 30 | 11 | 4 | 15 | 46     | 51     | −5    | 37  |                             |              |
| 12  | Orlęta Kielce            | 30 | 9  | 8 | 13 | 39     | 43     | −4    | 35  | ORK – RYK 2:0 RYK – ORK 2:1 |              |
| 13  | Sokół Rykoszyn           | 30 | 10 | 5 | 15 | 35     | 46     | −11   | 35  | ORK – RYK 2:0 RYK – ORK 2:1 |              |
| 14  | ŁKS Łagów                | 30 | 8  | 5 | 17 | 31     | 62     | −31   | 29  |                             |              |
| 15  | GKS Nowiny (S)           | 30 | 8  | 3 | 19 | 38     | 67     | −29   | 27  | Spadek do Klasy Okręgowej   |              |
| 16  | Piaskowianka Piaski (S)  | 30 | 1  | 7 | 22 | 16     | 58     | −42   | 10  | Spadek do Klasy Okręgowej   |              |

## Grupa XVII (warmińsko-mazurska)

### Drużyny
| Uczestnicy poprzedniej edycji                                                                                 | Uczestnicy poprzedniej edycji | Uczestnicy poprzedniej edycji | Uczestnicy poprzedniej edycji |
| --- | ----------------------------- | ----------------------------- | ----------------------------- |
| PŁE | Płomień Ełk                   | 3                             |                               |
| ST2 | Stomil II Olsztyn             | 41                            |                               |
| STN | Start Nidzica                 | 5                             |                               |
| BPS | Błękitni Pasym                | 6                             |                               |
| PIS | Pisa Barczewo                 | 7                             |                               |
| ROM | Rominta Gołdap                | 8                             |                               |
| BIS | Tęcza Biskupiec               | 9                             |                               |
| PAS | Polonia Pasłęk                | 10                            |                               |
| WIK | GKS Wikielec                  | 11                            |                               |
| SOS | Sokół Ostróda                 | 12                            |                               |
| Spadek z III ligi 2010/2011                                                                                   |                               |                               |                               |
| grupa V |                               |                               |                               |
| VĘG | Vęgoria Węgorzewo             | 13                            |                               |
| EŁK | Mazur Ełk                     | 15                            |                               |
| Awans z Klasy okręgowej 2010/2011                                                                             |                               |                               |                               |
| grupa warmińsko-mazurska I                                                                                    |                               |                               |                               |
| ZBP | Znicz Biała Piska             | 1                             |                               |
| MAM | Mamry Giżycko                 | 2                             |                               |
| grupa warmińsko-mazurska II                                                                                   |                               |                               |                               |
| BAT | Barkas Tolkmicko              | 1                             |                               |
| DRW | Drwęca Nowe Miasto Lubawskie  | 2                             |                               |
| Oznaczenia: - kolumna pierwsza – skróty nazw drużyn, - kolumna trzecia – miejsce zajęte w poprzednim sezonie. |                               |                               |                               |

Objaśnienia:
1. OKS 1945 II Olsztyn zmienił nazwę na Stomil II Olsztyn.

### Tabela
| Lp. | Drużyna                      | M  | Z  | R | P  | Bramki | Bramki | Różn. | Pkt | Uwagi                                                          | Bezpośrednio |
| --- | ---------------------------- | -- | -- | - | -- | ------ | ------ | ----- | --- | -------------------------------------------------------------- | ------------ |
| 1   | Sokół Ostróda (M) (A)        | 30 | 23 | 3 | 4  | 91     | 32     | +59   | 72  | Awans do III ligi                                              |              |
| 2   | Płomień Ełk (A)              | 30 | 20 | 6 | 4  | 70     | 28     | +42   | 66  | Awans do III ligi                                              |              |
| 3   | Znicz Biała Piska            | 30 | 18 | 5 | 7  | 59     | 32     | +27   | 59  |                                                                |              |
| 4   | Drwęca Nowe Miasto Lubawskie | 30 | 17 | 6 | 7  | 62     | 38     | +24   | 57  |                                                                |              |
| 5   | Rominta Gołdap               | 30 | 16 | 4 | 10 | 50     | 33     | +17   | 52  |                                                                |              |
| 6   | Barkas Tolkmicko             | 30 | 15 | 5 | 10 | 56     | 45     | +11   | 50  |                                                                |              |
| 7   | Błękitni Pasym               | 30 | 15 | 1 | 14 | 59     | 54     | +5    | 46  |                                                                |              |
| 8   | GKS Wikielec                 | 30 | 12 | 6 | 12 | 44     | 50     | −6    | 42  |                                                                |              |
| 9   | Start Nidzica                | 30 | 12 | 4 | 14 | 46     | 50     | −4    | 40  | STN: 9 pkt, różn. +4 PIS: 7 pkt, różn. +4 ST2: 1 pkt, różn. -8 |              |
| 10  | Pisa Barczewo                | 30 | 12 | 4 | 14 | 42     | 41     | +1    | 40  | STN: 9 pkt, różn. +4 PIS: 7 pkt, różn. +4 ST2: 1 pkt, różn. -8 |              |
| 11  | Stomil II Olsztyn            | 30 | 12 | 4 | 14 | 53     | 63     | −10   | 40  | STN: 9 pkt, różn. +4 PIS: 7 pkt, różn. +4 ST2: 1 pkt, różn. -8 |              |
| 12  | Mamry Giżycko                | 30 | 10 | 3 | 17 | 32     | 41     | −9    | 33  |                                                                |              |
| 13  | Vęgoria Węgorzewo1           | 30 | 8  | 5 | 17 | 41     | 58     | −17   | 29  |                                                                |              |
| 14  | Polonia Pasłęk (S)           | 30 | 7  | 6 | 17 | 23     | 62     | −39   | 27  | Spadek do klasy okręgowej                                      |              |
| 15  | Mazur Ełk (S)                | 30 | 6  | 5 | 19 | 33     | 77     | −44   | 23  | Spadek do klasy okręgowej                                      |              |
| 16  | Tęcza Biskupiec (S)          | 30 | 2  | 3 | 25 | 33     | 90     | −57   | 9   | Spadek do klasy okręgowej                                      |              |

## Grupa XVIII (wielkopolska południe)

### Drużyny
| Uczestnicy poprzedniej edycji                                                                                 | Uczestnicy poprzedniej edycji     | Uczestnicy poprzedniej edycji | Uczestnicy poprzedniej edycji |
| --- | --------------------------------- | ----------------------------- | ----------------------------- |
| COW | Centra Ostrów Wielkopolski        | 2                             |                               |
| PKO | Płomyk Koźminiec                  | 3                             |                               |
| KOŚ | Obra Kościan                      | 4                             |                               |
| WRZ | Victoria Września                 | 5                             |                               |
| GOŁ | LKS Gołuchów                      | 6                             |                               |
| PĘP | Dąbroczanka Pępowo                | 7                             |                               |
| SŁU | SKP Słupca                        | 8                             |                               |
| PLE | Stal Pleszew                      | 9                             |                               |
| PIA | Korona Piaski                     | 10                            |                               |
| KOŹ | Biały Orzeł Koźmin Wielkopolski   | 11                            |                               |
| KON | Sparta Konin                      | 12                            |                               |
| VOS | Victoria Ostrzeszów               | 13                            |                               |
| Awans z Klasy okręgowej 2010/2011                                                                             |                                   |                               |                               |
| grupa Kalisz                                                                                                  |                                   |                               |                               |
| OST | Ostrovia 1909 Ostrów Wielkopolski | 1                             |                               |
| grupa Konin                                                                                                   |                                   |                               |                               |
| ŚLE | LKS Ślesin                        | 1                             |                               |
| BRU | Kasztelania Brudzew               | 21                            |                               |
| grupa Leszno                                                                                                  |                                   |                               |                               |
| WOL | Grom Wolsztyn                     | 1                             |                               |
| Oznaczenia: - kolumna pierwsza – skróty nazw drużyn, - kolumna trzecia – miejsce zajęte w poprzednim sezonie. |                                   |                               |                               |

Objaśnienia:
1. Kasztelania Brudzew wygrała grupę barażową o awans do IV ligi.

### Tabela
| Lp. | Drużyna                                   | M  | Z  | R  | P  | Bramki | Bramki | Różn. | Pkt | Uwagi                       | Bezpośrednio                |
| --- | ----------------------------------------- | -- | -- | -- | -- | ------ | ------ | ----- | --- | --------------------------- | --------------------------- |
| 1   | Ostrovia 1909 Ostrów Wielkopolski (M) (A) | 30 | 22 | 3  | 5  | 68     | 30     | +38   | 69  | Awans do III ligi           |                             |
| 2   | Centra Ostrów Wielkopolski                | 30 | 18 | 9  | 3  | 71     | 30     | +41   | 63  |                             |                             |
| 3   | Płomyk Koźminiec                          | 30 | 18 | 4  | 8  | 76     | 29     | +47   | 58  |                             |                             |
| 4   | SKP Słupca                                | 30 | 16 | 4  | 10 | 46     | 42     | +4    | 52  |                             |                             |
| 5   | Obra Kościan                              | 30 | 14 | 9  | 7  | 43     | 30     | +13   | 51  |                             |                             |
| 6   | Victoria Ostrzeszów                       | 30 | 15 | 4  | 11 | 55     | 44     | +11   | 49  |                             |                             |
| 7   | Grom Wolsztyn                             | 30 | 11 | 8  | 11 | 45     | 39     | +6    | 41  |                             |                             |
| 8   | Victoria Września                         | 30 | 12 | 3  | 15 | 49     | 58     | −9    | 39  |                             |                             |
| 9   | Dąbroczanka Pępowo                        | 30 | 9  | 9  | 12 | 45     | 58     | −13   | 36  |                             |                             |
| 10  | Biały Orzeł Koźmin Wielkopolski           | 30 | 8  | 10 | 12 | 54     | 65     | −11   | 34  |                             |                             |
| 11  | LKS Ślesin                                | 30 | 8  | 8  | 14 | 50     | 72     | −22   | 32  | ŚLE – PIA 4:1 PIA – ŚLE 0:3 |                             |
| 12  | Korona Piaski1                            | 30 | 8  | 8  | 14 | 39     | 57     | −18   | 32  | ŚLE – PIA 4:1 PIA – ŚLE 0:3 | Drużyna wycofana            |
| 13  | Sparta Konin                              | 30 | 7  | 10 | 13 | 33     | 43     | −10   | 31  |                             | KON – BRU 2:1 BRU – KON 0:4 |
| 14  | Kasztelania Brudzew1 (S)                  | 30 | 8  | 7  | 15 | 37     | 60     | −23   | 31  | Spadek do klasy okręgowej   | KON – BRU 2:1 BRU – KON 0:4 |
| 15  | LKS Gołuchów1                             | 30 | 6  | 7  | 17 | 39     | 57     | −18   | 25  |                             |                             |
| 16  | Stal Pleszew (S)                          | 30 | 5  | 7  | 18 | 31     | 67     | −36   | 22  | Spadek do klasy okręgowej   |                             |

## Grupa XIX (wielkopolska północ)

### Drużyny
| Uczestnicy poprzedniej edycji                                                                                 | Uczestnicy poprzedniej edycji | Uczestnicy poprzedniej edycji | Uczestnicy poprzedniej edycji |
| --- | ----------------------------- | ----------------------------- | ----------------------------- |
| LKO | 1922 Lechia Kostrzyn          | 2                             |                               |
| MAR | Leśnik Margonin               | 3                             |                               |
| GRP | Grom Plewiska                 | 4                             |                               |
| LWÓ | Pogoń Lwówek                  | 5                             |                               |
| LKS | Luboński KS                   | 63                            |                               |
| TRZ | Zjednoczeni Trzemeszno        | 7                             |                               |
| CHO | Polonia Chodzież              | 8                             |                               |
| MIĘ | Warta Międzychód              | 9                             |                               |
| MOS | 1920 Mosina                   | 10                            |                               |
| CWR | Czarni Wróblewo               | 11                            |                               |
| Spadek z II ligi 2010/2011                                                                                    |                               |                               |                               |
| grupa zachodnia                                                                                               |                               |                               |                               |
| PLT | Polonia Nowy Tomyśl           | 161                           |                               |
| Spadek z III ligi 2010/2011                                                                                   |                               |                               |                               |
| grupa II |                               |                               |                               |
| MGN | Mieszko Gniezno               | 16                            |                               |
| Awans z Klasy okręgowej 2010/2011                                                                             |                               |                               |                               |
| grupa Piła |                               |                               |                               |
| NCZ | Noteć Czarnków                | 1                             |                               |
| ZŁO | Sparta Złotów                 | 2                             |                               |
| grupa Poznań (wschód)                                                                                         |                               |                               |                               |
| OWI | Błękitni Owińska              | 1                             |                               |
| grupa Poznań (zachód)                                                                                         |                               |                               |                               |
| TPO | Tarnovia Tarnowo Podgórne     | 1                             |                               |
| Oznaczenia: - kolumna pierwsza – skróty nazw drużyn, - kolumna trzecia – miejsce zajęte w poprzednim sezonie. |                               |                               |                               |

Objaśnienia:
1. Polonia Nowy Tomyśl wycofała się po 27. kolejce poprzedniego sezonu II ligi.
2. Sparta Złotów wygrała grupę barażową o awans do IV ligi.
3. Luboński FC zmienił nazwę na Luboński KS.

### Tabela
| Lp. | Drużyna                   | M  | Z  | R | P  | Bramki | Bramki | Różn. | Pkt | Uwagi                                                                                | Bezpośrednio                |
| --- | ------------------------- | -- | -- | - | -- | ------ | ------ | ----- | --- | ------------------------------------------------------------------------------------ | --------------------------- |
| 1   | Luboński KS (M) (A)       | 30 | 25 | 5 | 0  | 82     | 15     | +67   | 80  | Awans do III ligi                                                                    |                             |
| 2   | Grom Plewiska             | 30 | 17 | 7 | 6  | 67     | 35     | +32   | 58  |                                                                                      |                             |
| 3   | Błękitni Owińska3         | 30 | 15 | 4 | 11 | 59     | 54     | +5    | 49  | Drużyna wycofana                                                                     |                             |
| 4   | 1922 Lechia Kostrzyn      | 30 | 14 | 5 | 11 | 62     | 60     | +2    | 47  |                                                                                      |                             |
| 5   | Tarnovia Tarnowo Podgórne | 30 | 14 | 3 | 13 | 57     | 45     | +12   | 45  |                                                                                      |                             |
| 6   | Polonia Chodzież1         | 30 | 14 | 2 | 14 | 58     | 61     | −3    | 44  | Drużyna wycofana                                                                     |                             |
| 7   | Warta Międzychód          | 30 | 11 | 7 | 12 | 56     | 52     | +4    | 40  |                                                                                      |                             |
| 8   | Pogoń Lwówek              | 30 | 11 | 6 | 13 | 53     | 46     | +7    | 39  |                                                                                      |                             |
| 9   | Zjednoczeni Trzemeszno    | 30 | 11 | 6 | 13 | 41     | 39     | +2    | 39  | TRZ: 10 pkt, różn. +4 LWÓ: 8 pkt, różn. +3 NCZ: 7 pkt, różn. -2 MAR: 6 pkt, różn. -5 |                             |
| 10  | Czarni Wróblewo           | 30 | 10 | 9 | 11 | 45     | 57     | −12   | 39  | TRZ: 10 pkt, różn. +4 LWÓ: 8 pkt, różn. +3 NCZ: 7 pkt, różn. -2 MAR: 6 pkt, różn. -5 |                             |
| 11  | Noteć Czarnków            | 30 | 11 | 6 | 13 | 37     | 50     | −13   | 39  | TRZ: 10 pkt, różn. +4 LWÓ: 8 pkt, różn. +3 NCZ: 7 pkt, różn. -2 MAR: 6 pkt, różn. -5 |                             |
| 12  | Leśnik Margonin           | 30 | 10 | 7 | 13 | 51     | 65     | −14   | 37  | TRZ: 10 pkt, różn. +4 LWÓ: 8 pkt, różn. +3 NCZ: 7 pkt, różn. -2 MAR: 6 pkt, różn. -5 |                             |
| 13  | Polonia Nowy Tomyśl2      | 30 | 11 | 3 | 16 | 53     | 77     | −24   | 36  | Drużyna wycofana                                                                     |                             |
| 14  | Sparta Złotów1 (S)        | 30 | 9  | 7 | 14 | 37     | 49     | −12   | 34  | Spadek do klasy okręgowej                                                            | ZŁO – MOS 3:0 MOS – ZŁO 1:2 |
| 15  | 1920 Mosina1              | 30 | 9  | 7 | 14 | 44     | 61     | −17   | 34  |                                                                                      | ZŁO – MOS 3:0 MOS – ZŁO 1:2 |
| 16  | Mieszko Gniezno2          | 30 | 3  | 6 | 21 | 23     | 59     | −36   | 15  |                                                                                      |                             |

## Grupa XX (zachodniopomorska)

### Drużyny
| Uczestnicy poprzedniej edycji                                                                                 | Uczestnicy poprzedniej edycji  | Uczestnicy poprzedniej edycji | Uczestnicy poprzedniej edycji |
| --- | ------------------------------ | ----------------------------- | ----------------------------- |
| GRY | Gryf Kamień Pomorski           | 3                             |                               |
| WOL | Vineta Wolin                   | 4                             |                               |
| GOL | Ina Goleniów                   | 5                             |                               |
| AST | Astra Ustronie Morskie         | 6                             |                               |
| LRM | Leśnik/Rossa Manowo            | 7                             |                               |
| SDO | Sarmata Dobra                  | 8                             |                               |
| HSZ | Hutnik Szczecin                | 9                             |                               |
| CZA | Lech Czaplinek                 | 10                            |                               |
| VPR | Victoria 95 Przecław           | 11                            |                               |
| KLU | Kluczevia Stargard Szczeciński | 12                            |                               |
| Spadek z III ligi 2010/2011                                                                                   |                                |                               |                               |
| grupa I |                                |                               |                               |
| ENG | Energetyk Gryfino              | 14                            |                               |
| REG | Rega Trzebiatów                | 15                            |                               |
| Awans z V ligi 2010/2011                                                                                      |                                |                               |                               |
| grupa Koszalin                                                                                                |                                |                               |                               |
| OWA | Orzeł Wałcz                    | 1                             |                               |
| SŁA | Sława Sławno                   | 2                             |                               |
| grupa Szczecin                                                                                                |                                |                               |                               |
| PO2 | Pogoń II Szczecin              | 1                             |                               |
| SSZ | Stal Szczecin                  | 2                             |                               |
| Oznaczenia: - kolumna pierwsza – skróty nazw drużyn, - kolumna trzecia – miejsce zajęte w poprzednim sezonie. |                                |                               |                               |

### Tabela
| Lp. | Drużyna                        | M  | Z  | R  | P  | Bramki | Bramki | Różn. | Pkt | Uwagi                       | Bezpośrednio     |
| --- | ------------------------------ | -- | -- | -- | -- | ------ | ------ | ----- | --- | --------------------------- | ---------------- |
| 1   | Energetyk Gryfino (M) (A)      | 30 | 21 | 4  | 5  | 79     | 28     | +51   | 67  | Awans do III ligi           |                  |
| 2   | Pogoń II Szczecin (A)          | 30 | 20 | 5  | 5  | 103    | 30     | +73   | 65  | Awans do III ligi           |                  |
| 3   | Gryf Kamień Pomorski           | 30 | 17 | 5  | 8  | 58     | 39     | +19   | 56  |                             |                  |
| 4   | Vineta Wolin                   | 30 | 16 | 6  | 8  | 53     | 34     | +19   | 54  |                             |                  |
| 5   | Leśnik/Rossa Manowo            | 30 | 16 | 5  | 9  | 64     | 37     | +27   | 53  |                             |                  |
| 6   | Stal Szczecin                  | 30 | 15 | 5  | 10 | 56     | 39     | +17   | 50  |                             |                  |
| 7   | Kluczevia Stargard Szczeciński | 30 | 13 | 8  | 9  | 44     | 42     | +2    | 47  |                             |                  |
| 8   | Astra Ustronie Morskie         | 30 | 11 | 8  | 11 | 40     | 41     | −1    | 41  |                             |                  |
| 9   | Ina Goleniów                   | 30 | 12 | 4  | 14 | 47     | 53     | −6    | 40  | GOL – SDO 0:3 SDO – GOL 1:4 |                  |
| 10  | Sarmata Dobra                  | 30 | 10 | 10 | 10 | 55     | 56     | −1    | 40  | GOL – SDO 0:3 SDO – GOL 1:4 |                  |
| 11  | Orzeł Wałcz                    | 30 | 12 | 3  | 15 | 43     | 49     | −6    | 39  |                             |                  |
| 12  | Hutnik Szczecin                | 30 | 9  | 6  | 15 | 46     | 55     | −9    | 33  | HSZ – SŁA 1:0 SŁA – HSZ 1:1 |                  |
| 13  | Sława Sławno1                  | 30 | 9  | 6  | 15 | 28     | 56     | −28   | 33  | HSZ – SŁA 1:0 SŁA – HSZ 1:1 | Drużyna wycofana |
| 14  | Lech Czaplinek1                | 30 | 6  | 9  | 15 | 24     | 53     | −29   | 27  |                             |                  |
| 15  | Victoria 95 Przecław (S)       | 30 | 6  | 4  | 20 | 26     | 62     | −36   | 22  | Spadek do ligi okręgowej    |                  |
| 16  | Rega Trzebiatów (S)            | 30 | 2  | 2  | 26 | 19     | 111    | −92   | 8   | Spadek do ligi okręgowej    |                  |